# 大埔事件
24°42′35″N 120°53′52″E / 24.70970°N 120.89775°E
大埔事件（媒體亦稱大埔毀田、大埔圈地、大埔爭議、大埔案）是一起發生於臺灣苗栗縣竹南鎮大埔里的抗爭事件，起因為當地居民反對時任苗栗縣縣長劉政鴻的區段徵收政策與強制拆遷房屋作為。事件起源於國科會新竹科學工業園區管理局因應新竹科學園區用地已呈飽和狀態，規劃約157.09公頃用地作為新竹科學工業園區第四期擴建用地竹南基地，於2001年5月18日完成竹南基地細部計畫。其中苗栗縣政府為執行「新竹科學園區竹南基地暨周邊地區特定區」都市計劃，以區段徵收方式，進行徵收。2010年6月9日，苗栗縣政府在佔百分之九十八當地地主同意區段徵收並完成抵價地申請後，進行整地工程，同時對於在區內尚未同意徵收農戶但已被縣長劉政鴻強制徵收的農地上，在即將收成的稻田中直接執行整地施作公共設施工程，破壞了徵收範圍的稻田，引發抗爭，經媒體報導與批判，引發後續一連串公民團體的抗爭與全國性的聲援，要求修改法令。事後中華民國內政部和苗栗縣政府依照時任行政院院長吳敦義指示，和自救會達成共識，劃定專區配農地給自救會。2013年則因為都市計畫變更致生計劃道路上建築的拆除事件。4戶被拆遷戶控告內政部區段徵收違法，2014年1月3日臺中高等行政法院更一審宣判，判決張藥房、朱樹、黃福記及柯成福4拆遷戶之主張部分勝訴，其他駁回。2014年1月28日內政部決定不上訴。2018年6月11日，苗栗縣政府核發建照，允許張藥房原地重建。

## 背景
除特別標註外，本文金額為當地貨幣（新台幣）。
國科會科管局因應新竹科學工業園區用地已呈飽和狀態，規劃約157.09公頃用地作為新竹科學工業園區第四期擴建用地竹南基地，於90年5月18日完成竹南基地細部計畫，其中園區約109.51公頃於91年開發完成並開始營運，約有53家廠商進駐，從業人口約12,828人，近年來竹南頭份地區因科學園區及工業園區開發利用已近飽和，人口快速成長，進而形成苗北高科技產業聚落，成為苗北地區都市成長之引擎。
苗栗縣政府鑑於原新竹科學園區竹南基地園區事業專用區已達飽和狀態，及考量科學園區之開發將使周邊地區的土地使用、交通運輸、都市發展結構帶來巨大的影響，為因應竹科竹南基地未來之用地需求及周邊地區整體都市發展，於92年提出新訂擴大都市計畫之申請，將竹科竹南基地及其周邊地區進行整體規劃，以期有計畫之發展，故除為滿足竹科竹南基地擴建所需產業用地需求外，亦藉由完善公共設施及生活服務機能之提供，創造優質的產業與生活環境，並獲內政部93年1月7日函同意苗栗縣政府新訂都市計畫，並規定以區段徵收開發。
本案區段徵收面積約136公頃，苗栗縣政府依都市計畫法第12條新訂都市計畫從93年10月辦理第1次公開展覽迄98年12月31日公告發布實施至今已3年餘。
在2001年申請新訂都市計畫，2004年獲內政部同意，2004年11月公開展覽，苗栗縣縣長劉政鴻於2005年12月20日上任後繼續推動。
- 新竹科學園區竹南基地暨周邊地區特定區都市計畫內容包含工業園區，公共設施區及住宅區、商業區等使用目的。
- 歷經2003年區委會、2004年至2012年計10次縣都委會、12次內政部都委會、2次土地徵收委員會審議通過。
- 全區規劃公共設施用地54.7公頃、住商區60.5公頃、科技商務專用區2.2公頃、產業用地園區事業專用區22.5公頃。
- 以區段徵收方式，地主可選擇分回配地，配地標準，和地主原土地比例，經農地重劃之土地分配比例達46％之高，未經農地重劃土地分配比例亦達41％，二者分配比例均較一般區段徵收地主分配比例更高，即地主可領回抵價地為原農地面積百分之41至46的建築用地。[8]

## 大事紀
| 年份   | 日期     | 事件 |
| ------ | -------- | --- |
| 2001年 | 5月18日  | 完成竹南基地細部計畫，近年來竹南頭份地區因科學園區及工業園區開發利用已近飽和，人口快速成長，進而形成苗北高科技產業聚落，成為苗北地區都市成長之引擎。 苗栗縣政府鑑於原新竹科學園區竹南基地園區事業專用區已達飽和狀態，及考量科學園區之開發將使周邊地區的土地使用、交通運輸、都市發展結構帶來巨大的影響，為因應竹科竹南基地未來之用地需求及周邊地區整體都市發展。 |
| 2003年 |          | 苗栗縣政府提出新訂擴大都市計畫之申請，將竹科竹南基地及其周邊地區進行整體規劃，以期有計畫之發展，故除為滿足竹科竹南基地擴建所需產業用地需求外，亦藉由完善公共設施及生活服務機能之提供，創造優質的產業與生活環境。 |
| 2004年 | 1月7日   | 內政部函覆同意苗栗縣政府新訂都市計畫，並規定以區段徵收開發。 本案區段徵收面積約136公頃，縣府依都市計畫法第12條新訂都市計畫從93年10月辦理第1次公開展覽迄98年12月31日公告發布實施。 |
| 2006年 | 6月12日  | 新竹科學園區竹南基地暨周邊地區特定區(不含原新竹科學園區竹南基地)細部計畫書公開展覽95年6月12日至95年7月11日止公開展覽30天。 |
| 2006年 | 6月16日  | 刊登新竹科學園區竹南基地暨周邊地區特定區(不含原新竹科學園區竹南基地)細部計畫書於聯合報至6月18日。 |
| 2006年 | 12月25日 | 苗栗縣都委會開始進行新竹科學園區竹南基地周邊特定區計畫，總面積約154.13公頃，區段徵收面積約136公頃。 |
| 2006年 | 12月29日 | 於竹南鎮公所及頭份鎮公所舉辦新竹科學園區竹南基地暨周邊地區特定區(不含原新竹科學園區竹南基地)細部計畫說明會。 |
| 2007年 | 1月4日   | 苗栗縣都市計畫委員會第188次會議審定通過，原細部計畫面積165.74公頃，配合主計畫範圍調整為154.13公頃，柯成福等人申請原地保留，因屬徵收範圍勘選原則，仍納入區段徵收範圍。 |
| 2007年 | 12月11日 | 內政部都市計畫委員會第672次大會審定，並依內政部決議及都市計畫法第19條於2008年1月10日至2月12日以公告周知方式，辦理第1次公開展覽及說明會，任何公民或團體得於公開展覽期間內，以書面載明姓名或名稱及地址，向本府提出意見，再由本府轉送內政部都市計畫委員會列入審議參考。 |
| 2008年 | 1月      | 計畫徵收的面積中23.14公頃用來作為園區事業專用區，總徵收面積未改變。 |
| 2008年 | 3月      | 群創光電股份有限公司以正式公文向本府提出願意投資「竹南科學園區─園區事業專用區」，並向苗栗縣政府表達希望目前規劃23公頃擴增至30公頃的強烈意願提出增地要求，並提出投資5,000億之投資意向書。 |
| 2008年 | 4月1日   | 內政部都市計畫委員會第679次大會再次審定，園區事業專用區配合群創光電建廠需求，由23.14公頃增加為27.98公頃，未來將可提供群創光電等具相同需求之產業興建7.5代或8.5代面板廠。 |
| 2008年 | 6月26日  | 苗栗縣都市計畫委員會第204次會議審定通過。 |
| 2009年 | 8月13日  | 苗栗縣都市計畫委員會第216次會議審定通過。 |
| 2009年 | 9月11日  | 對於沒有在法定時間內申請抵價地的地主，苗栗縣政府依法將未申請抵價地亦未領取的地價補償費，辦理提保管，完成徵收程序。 |
| 2009年 | 12月23日 | 反對徵收的民眾在網路上成立“新竹科學園區竹南基地周邊徵收自救會”臉書，提出以下訴求：1、立即停工；2、行政院、苗栗縣政府應立即公開與自救會成員及律師協商，處理後續事宜；3、大埔全區原屋原地保留，拒絕換地；4、歸還兩百年農地，恢復遭毀的灌排系統；5、立刻修改土地徵收條例，並主張土地補償比照南科、中科、竹科、苗栗縣竹南鎮科學路徵收辦法，以公告地價加七成辦理、馬上公布抵地回算價、土地、地上物、補償重估、拒絕接受墓地變更為住宅用地給農民居住等訴求。 |
| 2009年 | 12月30日 | 0981230府商都字第09802256082號，依都市計畫法第17條，公告『擬定新竹科學園區竹南基地暨周邊地區特定區(不含原新竹科學園區竹南基地)細部計畫案』書、圖，自民國98年12月31日零時起發佈實施。 |
| 2010年 | 3月8日   | 2月之前區段徵收範圍內所有土地亦已移轉登記為苗栗縣所有，並在3月8日公告註銷原土地所有權狀。 |
| 2010年 | 4月      | 施工單位4月間在區段徵收範圍內農田且豎立告示牌，通告地主「近期將全面施工，進行整地工程，請勿種植農作物，以免農作物受損」。 |
| 2010年 | 6月9日   | 凌晨，苗栗縣政府動用警力、怪手，封路，開始整地，毀壞徵收區域內即將收成的稻田。 |
| 2010年 | 6月23日  | 大埔農民北上到總統府及監察院陳情。 |
| 2010年 | 6月28日  | 苗栗縣政府再度動用警力、怪手，在竹科竹南基地整地施工，大埔自救會強烈抗爭，警民爆發衝突。 |
| 2010年 | 7月7日   | 苗栗縣政府動用警力圍封農地，警方強勢驅離大埔自救會民眾。 |
| 2010年 | 7月17日  | 苗栗竹南大埔自救會、苗栗後龍灣寶自救會、彰化二林相思寮自救會、竹東二重埔自救會、台灣農村陣線等多個團體發起「台灣人民挺農村 717 凱道守夜行動」，夜宿凱達格蘭大道，訴求「還我土地正義」、「停止圈地惡法」。 |
| 2010年 | 7月20日  | 行政院長吳敦義介入，召開協調會。 |
| 2010年 | 7月22日  | 行政院長吳敦義宣布將「劃地還農」，但是大埔農民堅持「原地原屋」，反對換地。 |
| 2010年 | 8月3日   | 大埔自救會成員73歲的朱馮敏老太太不滿政府強徵農地，喝農藥自殺身亡。 |
| 2010年 | 8月21日  | 蔡姓、朱姓、張姓、陳姓等四名老翁與許姓、劉姓等兩名婦人上午前往苗栗縣竹南鎮大埔地區參加大埔農地徵收戶朱馮敏的公祭，當天中午驅車前往劉政鴻位於後龍鎮的住宅前拋灑冥紙。 |
| 2010年 | 9月2日   | 內政部營建署、地政司及苗栗縣政府會同大埔自救會代表成員會商達成「劃地還農」共識，即「建物及基地採原位置保留，集中劃設農用土地，按其原有農地面積以專案讓售方式辦理」, 並於11月1日開始公開展覽。 |
| 2010年 | 11月15日 | 劉政鴻訴請苗栗縣警察局竹南分局偵辦灑冥紙事件，苗栗檢方11月15日偵查終結，向地院聲請簡易判決處刑。檢方指出，冥紙在台灣民間習俗是用作供奉、祭拜往生者，帶有不幸之寓意，且根據習俗，冥紙為陰間使用貨幣，除特殊行業外，對生者燃燒或拋灑，有詛咒輕蔑用意，向來被視為禁忌。檢方認定6人所為罔顧義理致貶損劉政鴻聲譽，以觸犯刑法公然侮辱罪嫌，向法院聲請以簡易判決處刑，遭到法院駁回。。 |
| 2011年 | 5月底    | 掌管大埔土地的苗栗縣竹南地政事務所主任賴紹本（原任掌管土地重劃和徵收業務的苗栗縣政府地政處副處長）離家後下落不明，31日被人發現陳屍竹南鎮龍鳳漁港消波塊間。 |
| 2012年 | 1月5日   | 名嘴何博文、徐永明影射苗栗縣長劉政鴻是「狗官」、「惡霸」，苗栗檢方依公然侮辱罪嫌起訴2人。7月26日，苗栗地院審理終結，法官以被告何博文整體言論，並無侮辱的主觀犯意等理由，判決何博文無罪；而徐永明被控侮辱公署部分，法官認為程序上未經合法告訴，判決不受理。 |
| 2012年 | 1月5日   | 大埔自救會 4戶彭秀春、朱樹、柯成福對內政部提（都市計畫案未切實依本院「劃地還農」)訴願，內政部決定原處分應予維持(臺訴字第1010120676號訴願決定)。 |
| 2012年 | 7月25日  | 內政部都委會舉辦第4次會議，主席簡太郎依照內政部營建署101年3月27日會議結論，作出維持拆除大埔自救會（24戶）其中4戶彭秀春、朱樹、柯成福房屋，及不予原地保留黃福記土地的結論。自救會認為推翻了先前吳敦義保證。 |
| 2012年 | 8月7日   | 都委會進行第785次會議，最後還是做出確認4戶「拆屋」之決議。至場外抗議的人士，反對政府黑箱作業，準備提出行政訴訟。苗栗縣政府表示倘內政部無法完成後續都市計畫核定、公告，將延宕配地及工程進度，影響98%配合民眾之合法權益。 面對農團質疑，營建署長葉世文則顯得不以為然，「我承認沒辦法做到讓百分百的人滿意，但我們大部分都處理了，哪裡有違反承諾？營建署已經解決一大半，只剩4戶有爭議，不能說是推翻了結論。」他解釋： - 張藥局位在道路交鋒處，如不拆除將有交通疑慮，苗縣府也已承諾會低價賣另一塊地作為補償，已做妥善處理。 - 柯成福是房屋與子女共享持份，但子女已領補償金走人，如果子女願意繳回補償金，保留自然沒有問題。 - 至於朱樹則是因房屋有一根柱子突出到道路上，其他人幾百戶都拆了，沒有留下朱樹家的理由，所以將用工程技術補強房舍，再拆除朱樹家的樑柱。 - 黃福記則是希望把農田配在房屋旁，這部分營建署大部分都做到，只有把一小塊地移到它處。 |
| 2012年 | 10月23日 | 苗栗縣政府發布新聞稿公告計畫案園區招商進度與成果，2012年土地招商完成8成，目前該計畫案的園專區已有聯亞科、嬌聯、台積電3家廠商公開投標取得，皆非由建商取得。竹南科學園區特定區「園區事業專用區」土地共計5筆約22.55公頃，苗栗縣政府在2012年8月27日公告標售。2.3公頃1筆土地，由嬌聯公司以5億9千餘萬元得標。2筆面積共計14.32公頃土地，由台積電以平均每坪7.5萬元，總價32億1千餘萬元得標。嬌聯公司與台積電兩家公司投資設廠後，估計可提供逾萬個就業機會，促進地方繁榮。 |
| 2012年 | 11月8日  | 最高行政法院101年度判字第953號判決指出，內政部土地徵收審議委員會第210次會議初審意見表及會議紀錄，未落實就各該徵收案件之具體情形，核實審議需用土地人於申請徵收前已否確實踐行協議價購之程序？該土地徵收案件之徵收範圍是否為其事業所必需？是否就損失最少之地方為之？興辦事業所造成之損害與欲達成目的之利益有無顯失均衡？審議程序，即難謂適法，「因本件尚有如上事實未明，本院無從據以判決」，將原判決廢棄，發交原審法院（臺中高等行政法院）重為審理。（最高行政法院101年度判字第953號判決書參照） |
| 2012年 | 12月20日 | 大埔自救會 4戶彭秀春、朱樹、柯成福不服行政院101年1月5日院臺訴字第1010120676號訴願決定，在向臺北高等行政法院提起行政訴訟，臺北高等行政法院判決駁回。（臺北高等行政法院101年度訴字第391號判決） |
| 2013年 | 6月11日  | 苗栗縣政府再度發文給4名仍有爭議的拆遷住戶，限期7月5日前自行拆遷，否則將強制拆除。 |
| 2013年 | 6月29日  | 苗栗縣縣長劉政鴻受訪時表示，大埔區段徵收開發，屬縣政府職權，與副總統吳敦義、內政部無關，自己該扛的責任，絕無旁貸。 |
| 2013年 | 7月2日   | 苗栗大埔自救會等以及聲援團體民眾，近百人北上行政院外靜坐抗議，要求原先原屋保留的承諾。希望行政院院長江宜樺能出面解決，信守當初原屋原地保留的承諾。 |
| 2013年 | 7月3日   | 由於行政院曾發函給內政部、苗栗縣政府，要求「其所有之建物及基地同意原位置保留，基地部分辦理專案讓售」，但是2012年內政部都市計畫委員會決議拆除大埔自救會成員其中4戶彭秀春、朱樹、柯成福的房屋，黃福記的土地不予原地保留。自救會認為顯示曾參與大埔農地徵收協商的吳敦義，推翻過去所有的承諾。 對於苗栗縣長劉政鴻6月29日指出「大埔區段徵收開發，屬縣政府職權，與副總統吳敦義、內政部無關，自己該扛的責任會來扛」一事，台灣團結聯盟的祕書長林志嘉表示：2010年的協調會，苗栗縣縣長也是出席人員，各機關本就應以研商結論照辦，地方政府怎麼推翻決議，逕自強行迫遷，中央與地方有如黨豺為虐，再由地方政府拆屋鏟田欺壓人民，政府應重視人民的居住正義。 內政部營建署則對於苗栗大埔區段徵收開發4戶爭議表示，大埔自救會24戶成員中的陳情意見，除了彭秀春女士等4人的意見外，其餘地主的訴求均獲得解決。同日上午，苗栗縣政府則召開拆除說明記者會，解釋4戶無法原地原屋保留的原因，苗栗縣政府工商發展處長沈又斌指出，大埔區段徵收工程總面積136公頃，在2009年12月31日公告發布，至今3年半，工程進度已達96.8%，區段徵收參與945名地主，剩下10名地主、9處土地還未配合拆遷，已有810名地主完成配地，其餘地主需等工程完工才能配地點交；縣府為了此項開發案，向地方建設基金貸款總共45億元，若工程延宕，將影響地主配地點交作業，縣府也將繼續支付龐大利息費用。劉政鴻指出，為了顧及其他地主的權益，徵收工程不能延宕，彭秀春等4戶所提出的「建物原地保留」，基於公平性，交通公共安全，縣府無法配合。 |
| 2013年 | 7月8日   | 苗栗縣政府發布新聞稿表示，大埔四戶中，關於張藥房彭秀春的部分，位在都市計畫道路上6坪房屋必須拆除。朱樹部分，因1.65坪鐵皮屋及樑柱在計畫道路用地上，僅須拆除1.65坪。黃福記，縣府依行政院「劃地還農」政策指示，不但原地保留、農地集中農售區，並且在第二次都市計畫變更時，又將臨公義路原位置保留，酌予增加面積298坪，土地調整較為方整，原面積691坪，增加到989坪。柯成福部分，因另一半產權人已領取補償費，柯成福無法取得同意，無法保留。 |
| 2013年 | 7月11日  | 台中高等行政法院法官王茂修、劉錫賢、林秋華合議裁定，不准大埔案抗爭人民的請求，裁定「不必暫停」執行，縣府可以動手強拆徵收戶民宅。 |
| 2013年 | 7月18日  | 大埔自救會等團體北上總統府抗議，苗栗縣縣長劉政鴻趁大埔自救會北上抗議空檔，動員6百名警力迅速拆屋，警方為掩飾強拆行動搭用民間遊覽車至大埔。抗爭戶與聲援學生雖以鐵鍊纏身，誓言守護家園，但均遭抬離，縣府僅花三個多小時就將拒遷戶張藥房位於計劃道路的6坪建築夷為平地。其中警方先用怪手拆除朱樹1.3坪大的鐵皮屋，再拆掉約6坪大的張藥房，至於黃福記的庭院圍牆與柯成福的住宅隨後則同步被拆，大約中午12點左右，大埔四戶位於計劃道路上的部分遭拆除。。四戶拆除的隔日，縣長劉政鴻表示趁大埔自救會北上時進行拆除是「天賜良機」。苗栗縣議會議長游忠鈿在2013年7月18日率領苗栗縣議會32位縣議員陪同竹南鎮大埔里民眾共120人北上，到立法院舉行「竹南科大埔都市計畫案執行情形」說明記者會，支持縣政府推動計劃案執行強拆。 |
| 2013年 | 7月19日  | 在張藥房被拆除隔天，清大學生陳為廷前往劉政鴻家中潑漆。高喊：「劉政鴻強拆大埔，台灣人民抗暴！」但因受警車阻攔，3桶油漆全潑在地上，陳為廷等人隨即也遭到警方逮捕提告。 |
| 2013年 | 7月23日  | 民眾前往衛生福利部，向出席揭牌儀式的總統馬英九喊口號抗議，其中政大地政系徐世榮教授及聲援的盧姓同學遭警方逮捕。 |
| 2013年 | 7月24日  | 行政院國科會澄清該徵收地並非竹南科學園區範圍，也不是竹科管理局開發，該地純為苗栗縣政府開發計畫，無關科學園區，國科會也沒有規劃將大埔納為竹南科學園區擴廠。 |
| 2013年 | 7月25日  | 大埔4戶不服中華民國101年12月20日臺北高等行政法院101年度訴字第391號判決被駁回，提出上訴，最高行政法院判決大埔自救會4戶敗訴（最高行政法院102年度判字第469號判決)，即行政院都市計畫合乎「劃地還農」，4戶位於交通用地的部分須拆除。 |
| 2013年 | 8月6日   | 台中律師公會理事長林志忠等約三十名律師遞交連署書至法務部，表明大埔、華光等社運事件造成參與的學生教授等遭逮捕顯現「公權力踐踏言論自由」。 |
| 2013年 | 8月9日   | 民進黨主席蘇貞昌拜訪大埔4戶時表示，「土地徵收必須符合絕對公益與必要」，而民進黨也在大埔案後拍攝「聲援大埔農民」短片；台北大學不動產與城鄉環境學系副教授廖本全說，蘇貞昌作為民進黨主席，應以同樣標準檢視自己；直指南鐵東移案是「南方的大埔案」，劉政鴻要求大埔4戶「相忍為地方」，賴清德也指控自救會「阻礙發展」，廖本全批評，「在未釐清開發合理與必要性時就談徵收，賴清德與劉政鴻有甚麼不同？」 |
| 2013年 | 8月15日  | 30多名台灣農村陣線的學生一早佯裝成陸客團，成功突入行政院，朝政院招牌砸藍、白、紅油漆，駐警反應不及，稍後學生遭警力強制抬出，現場一名公視記者亦遭警力驅離，並有2人遭移送法辦，最後皆無保飭回。 對於此事件，行政院發言人呼籲民眾要遵守民主法治原則，理性表達意見。台灣農村陣線則表示這是「人民呼喚公平正義的引信，是公民以非暴力行動要求『把國家還給人民』的燎原星火。」 |
| 2013年 | 8月16日  | 雖申請路權被駁回，「捍衛苗栗青年聯盟」及「守護苗栗大聯盟」18時仍在苗栗縣政府前廣場舉辦「拆政府．守護苗栗音樂會」，訴求「道歉賠償、地歸原主、立即修法、嚴加查辦；政府拆大埔，人民拆政府」等，現場逾千人聲援。終場變調為蛋洗苗栗縣政府，並砸傷一名員警眼角。當天人也在現場的清華大學學生陳為廷，8月18日在臉書解釋，他們並非是一群不負責任、丟蛋快閃的群眾，更痛批縣長劉政鴻假放軟真算計，刻意營造弱弱相殘的衝突。甚至縣警局在晚會進行期間，一度主動告知知道大家有雞蛋。陳為廷提到，即便如此，劉政鴻還是選擇要少數員警站前方不動，“也不為他們準備護目鏡”。 |
| 2013年 | 8月18日  | #818拆政府、把國家還給人民 |
| 2013年 | 8月19日  | 台灣農村陣線律師詹順貴等到最高檢察署遞狀告發劉政鴻涉嫌《貪汙治罪條例》藉勢藉端勒贖金錢、圖利及財產來源不明等三大罪狀，指其向台電威脅勒索10億元回饋金，還將自家祖厝所在的地目變更淨賺2億元，以強徵土地之名，行炒作土地獲取暴利之實，圖利自己和親友，在2年內償還5,000萬元負債。詹順貴指出劉政鴻目無法紀的程度已經被民眾稱為「土皇帝」，在縣長任內一方面將工業用地變更為住宅用地，另一方面卻以工業用地不足為理由，強徵大埔的土地共136公頃，名義上是開發，但規劃內容卻只有22.5公頃作為「園區專用區」，他也強調，劉政鴻涉及的不只是弊案，其任內有竹南地政事務所主任賴紹本離奇死亡、大埔居民朱馮敏服農藥自殺等案件，建議特偵組查辦。 |
| 2013年 | 8月21日  | 擔任「守護大埔巡守隊」隊長林一方，其經營的「竹南咖啡廳」，為參與大埔事件的社運學生、自救會成員常去的聚會場所，本日遭不明人士砸店。林一方找玻璃行安裝強化玻璃，沒想到玻璃行老闆24日傍晚6點才把強化玻璃安裝好，當晚就二度被砸店。林一方表示，這起事件是惡徒蓄意挑釁公權力，砸店1次還不夠，刑事案件的偵辦過程中，居然又砸第2次，這樣的事件不僅危害人民的財產安全，更威脅人民的生命。 |
| 2013年 | 8月22日  | 行政院院長江宜樺聽取內政部報告「苗栗大埔農地開發案處理情形」後，針對大埔自救會等民間團體之訴求作出回應，他表示，民主政治的基本精神是「不能把個人或個別團體對某修法的看法，當作絕對正義；若訴求不一致，就當作惡法」。大埔自救會相關訴求均已經討論，或經修法入法、或窒礙難行，行政院已請內政部蒐集相關修法意見，保留未來修法的空間。江揆並表示，大埔事件從2009年至2013年分成兩階段，第一階段是徵收範圍中央的二十幾戶農民農地徵收爭議，第二階段則是位於交通要道的4戶住宅是否應保留的眼前爭議，經研議決議拆除。 1. 區段徵收問題：土地徵收條例已經大多數訴求都修正入法，兼顧必要性和公益性；少數訴求如廢除土徵條例則不適當。 2. 土地徵收審議小組組成問題：機關代表可少於二分之一，但若全由學者專家及公益團體代表組成則窒礙難行。 3. 由中央主管機關舉辦聽證會問題：內政部一年徵收案件達上千件，若必須全部由內政部舉辦，實務上明顯不可行。 4. 土地徵收案由三名估價師估價問題：會有估價師協會負荷量及估價結果是否代表政府公權力等問題。 |
| 2013年 | 8月26日  | 因應苗栗大埔案，民眾要求廢除《土地徵收條例》之呼聲，內政部次長林慈玲邀集土地徵收審議小組委員召開座談會，會中決議，認為區段徵收有其必要性，不宜輕言廢除。未來土地徵收審議案，對於都市計畫若擬以區段徵收開發案件，以及特定興辦事業計畫、30公頃以上大面積徵收案，將在內政部土地徵收審議委員會內組成專案小組先行審查，而專案小組可視實際需要決定是否進行現場勘查、聽取土地所有權人及利害關係人意見。若徵收範圍內所有權人有異議時，先由中央目的事業主管機關，先就事業計畫舉行聽證；若土地徵審小組認為仍有必要時，再由內政部依《行政程序法》舉行聽證，以強化民眾參與機制，期土地徵收案審議更為周全及嚴謹，未來將以更謹慎的態度確認區段徵收公益性與必要性。不過由於大埔案屬「區段徵收開發案件」，但因為已完成徵收並拆除完畢，故大埔案不適用，但未來類似的案件就要適用。 |
| 2013年 | 8月30日  | 苗栗大埔農地徵收更審案，8月8日兩造於臺中高等行政法院進行言詞辯論後，法官裁定在8月30日宣判。然而原本預計8月30日上午宣判，因為臺中高等行政法院合議庭認為案件事實尚有欠明瞭之處，故並未宣判，並另改定9月24日開庭再調查事實。 |
| 2013年 | 9月18日  | 大埔拆遷戶張藥房老闆張森文上午失蹤，家人報警協尋，搜救人員最後在附近排水溝渠找到他的遺體。 |
| 2014年 | 1月3日   | 張藥房等4戶和其他拆遷戶認為內政部區段徵收違法，提起行政訴訟要求撤銷徵收，臺中高等行政法院上午9時宣判，判決內政部區段徵收審議過程不合法規要求、苗栗縣府拆遷違法，張藥房等四戶勝訴，其他的原告敗訴，中央與地方政府皆放棄上訴。 · 原告勝訴部分: 關於本件協議價購程序是否合法，苗栗縣政府僅就形式性說明法定徵收價格，而未與上開參加協議價購會議之原告林昭平等人進行實質協議，已違反前揭土地徵收條例第11條之規定及被告93年3月25日台內地字第0930060635號函釋意旨，顯與正當法律程序有違。關於被告核准徵收處分，對於徵收應具備之公益性、必要性及符合比例原則等要件，有無實質審查、判斷部分，苗栗縣政府所檢送之「區段徵收計畫書」記載，並未就「興辦之系爭特定區事業所欲達成之公益」與「徵收特定區內農地重劃區對政府農業政策維護之公益」及「徵收範圍內土地暨土地改良物所有權人私益」之影響，予以分析、比較及權衡利益輕重。內政部土地徵收審議委員會第210次會議既未就系爭徵收案之實體及形式要件逐一審議、判斷，及未審酌是否合於公益性、必要性，逕自作成「通過」之決議，自流於形式而未落實質審議功能。 原告敗訴部分： 原告彭秀春、朱樹、柯成福、黃福記請求返還土地，因各該原告之土地現供道路使用，或已因抵價地之分配而分歸他人所有，客觀上已無法返還。陳文彬等20人已由參加人發給補償費存入保管專戶，完成補償程序，嗣後並已接受專案讓售，顯已認同系爭區段徵收處分，而再爭執系爭徵收處分違法，有違誠信原則，已無權利保護必要而應予駁回。                                        |
| 2014年 | 2月6日   | 提告撤銷都計 大埔4戶敗訴，都計案內政部有實質審議，在審議、公開展覽、層報核定與公布實施，都依規定辦理，並無不法。 |
| 2014年 | 6月9日   | 監委馬以工與李復甸完成調查，並未糾正，報告中批判苗栗縣府，要求苗縣府摒除過去父權式、高壓式的施政手法，加強與民眾的政策對話，以取得人民真摯的認同與支持。 |

## 抗爭及訴求

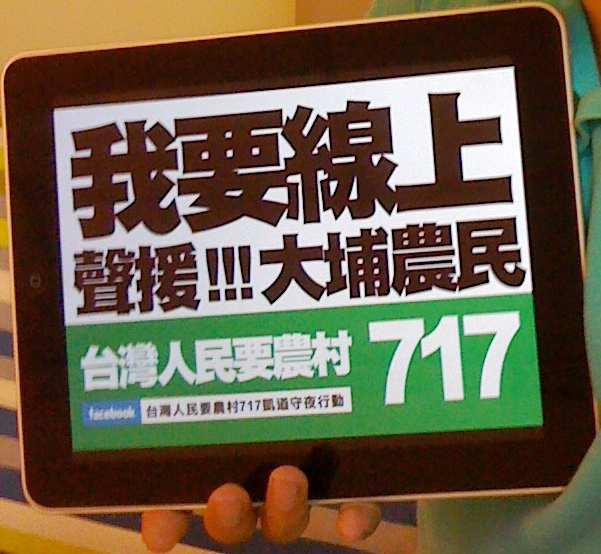
「台灣人民挺農村717凱道守夜行動」臉書專頁。

大埔事件從2009年至今，大致可分為兩大階段，第一階段是2010年的二十幾戶農民農地強制徵收爭議，第二階段則是2013年大埔四戶位於交通用地強制拆除爭議。

### 自救會及農村陣線

#### 第一階段

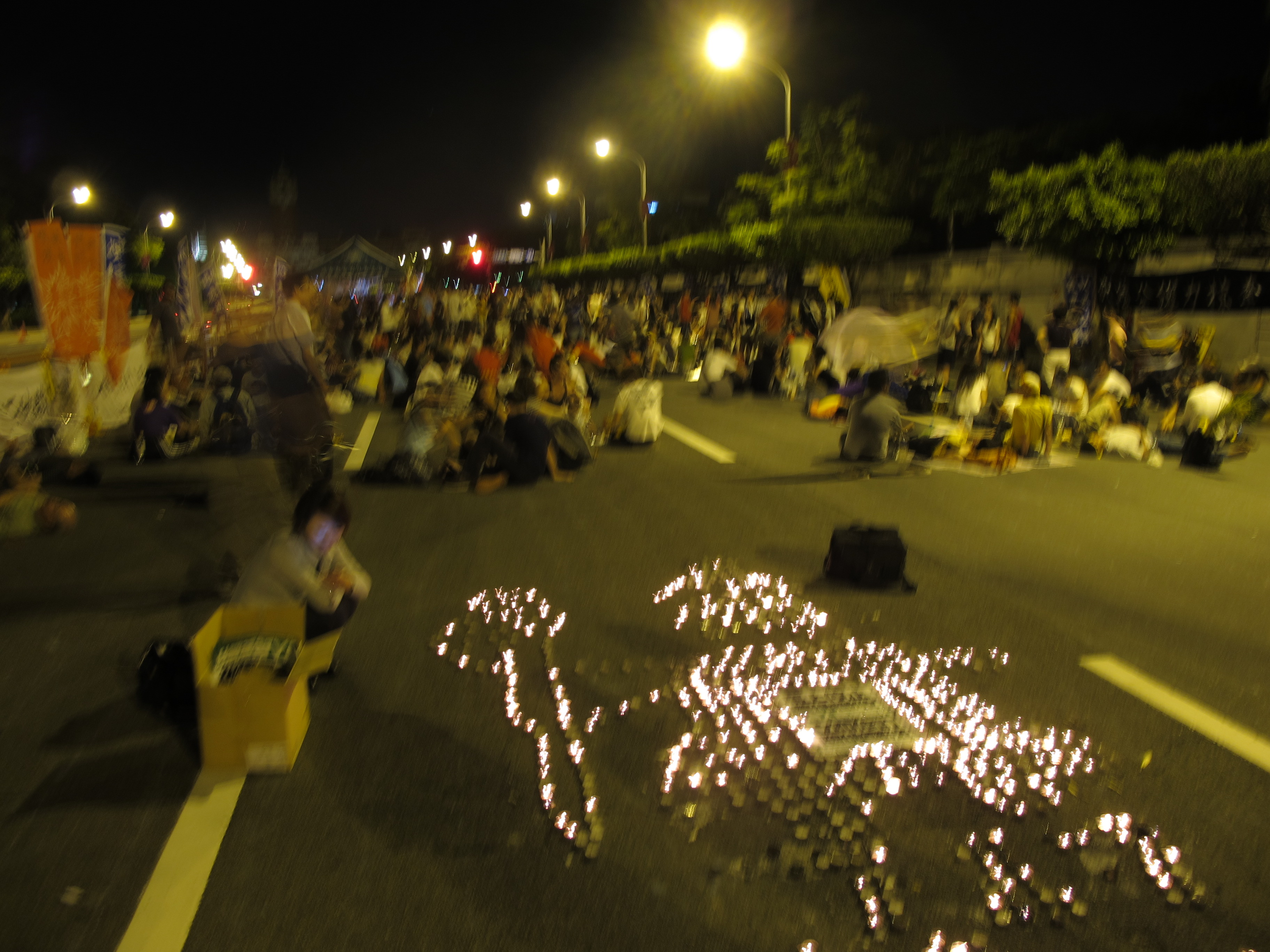
717凱道守夜抗議民眾夜宿總統府前

2010年7月17日，大埔農民北上陳情抗議，並聯合多個民間團體發起「台灣人民挺農村 717 凱道守夜行動」。台灣農村陣線發言人民進黨籍的蔡培慧戴著斗笠痛斥：「我們的馬總統在競選時到農家住宿，他看到了農民的樸素、看到了農民的純真、領受了農民的熱情與選票，但當選後，他怎麼對待農民，他視農民如草芥，今天農民走上街頭，馬總統竟不願接見陳情代表，這是什麼樣的政府、什麼樣的官僚，因為我們的馬總統不知道，七、八十歲阿公、阿嬤在這裡睡了一天的痛苦，他沒有感覺農民失去土地、失去根基、失去生存權的煎熬。」爭議經過網友一再披露，終於從被消音而至引起主流媒體注意並開始報導，劉政鴻縣長的強硬處置引發社會輿論各界批評，中央政府也感受到輿論壓力，最後迫使行政院長吳敦義介入協調。

#### 第二階段

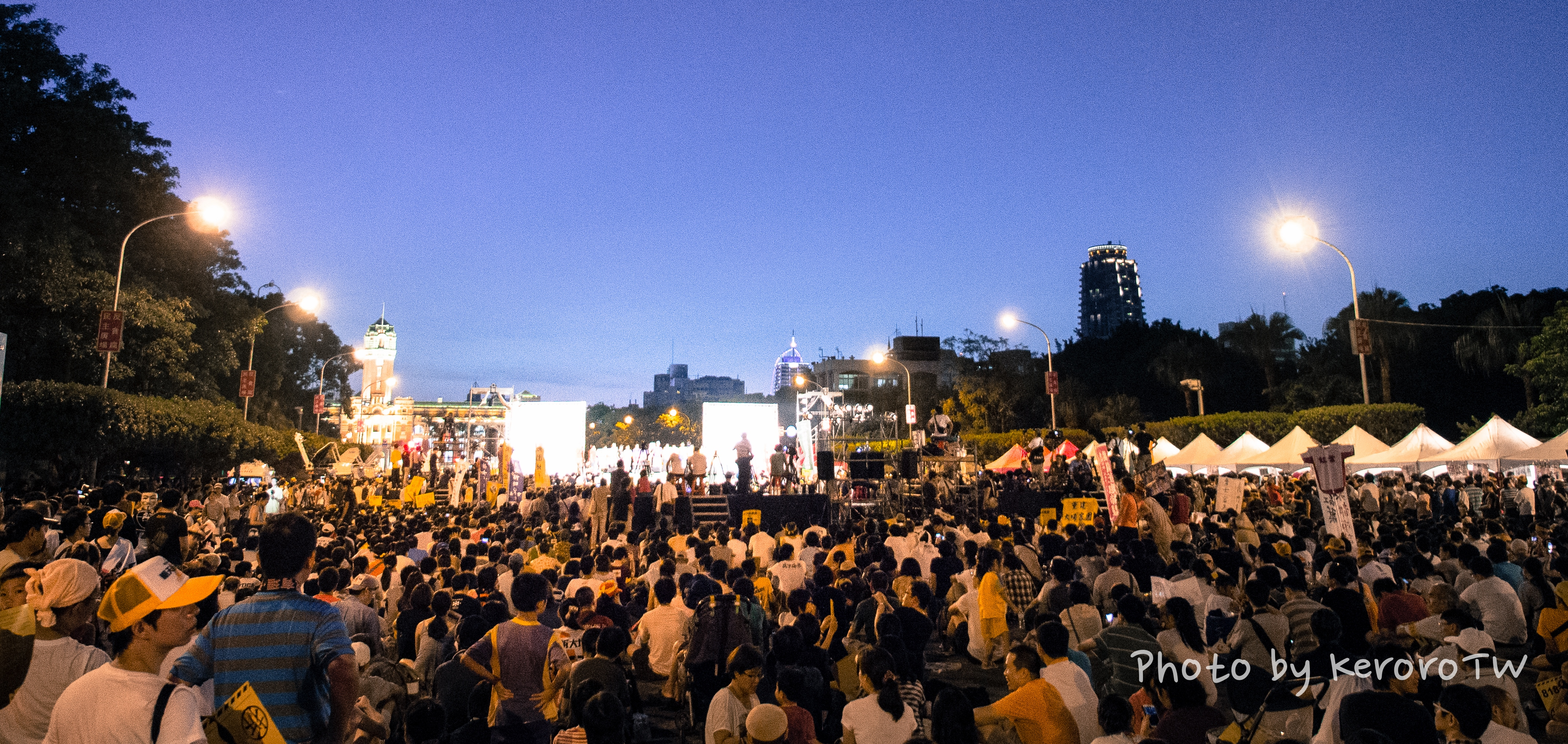
818拆政府 總統府前「把國家還給人民」萬人抗議

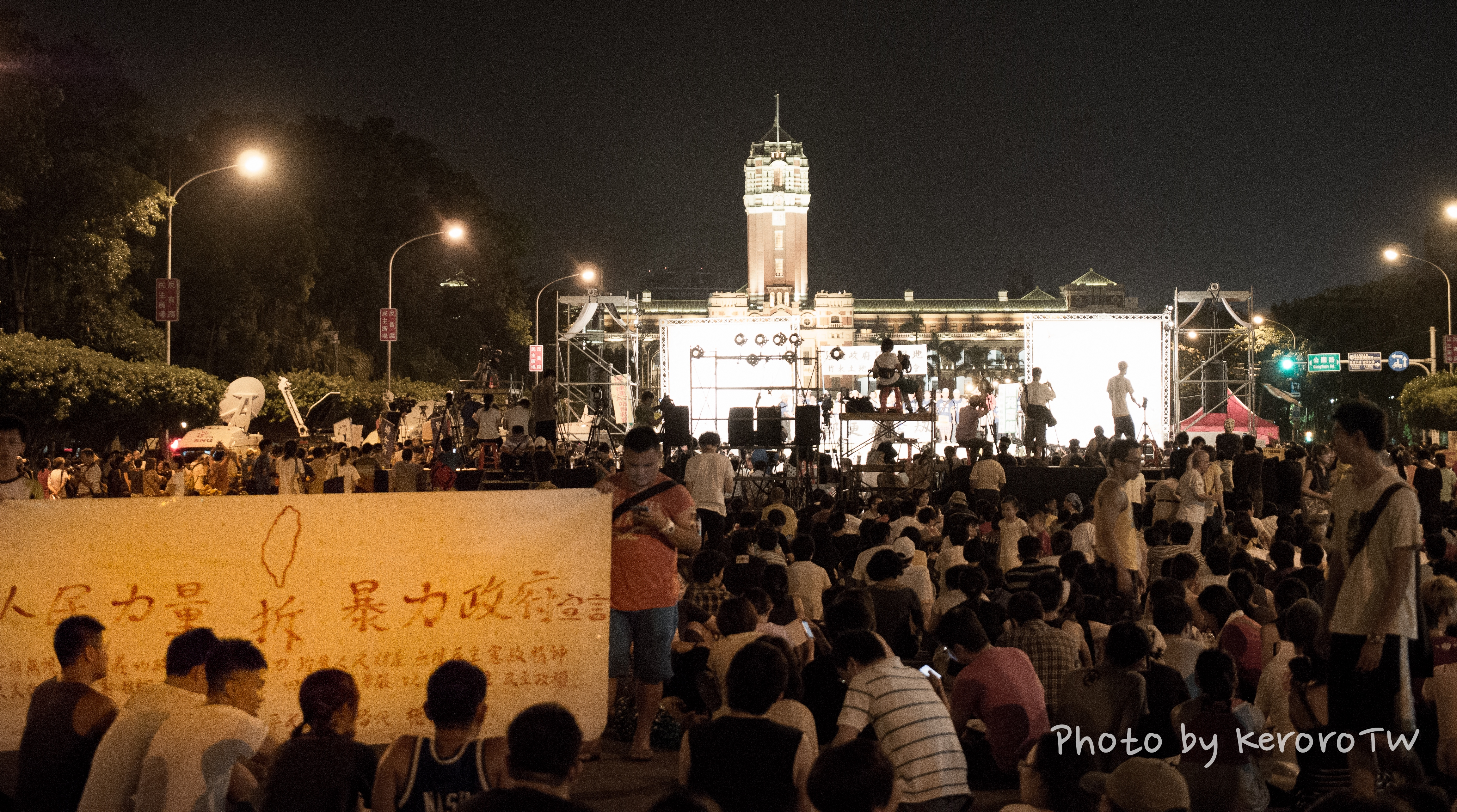
818拆政府 人民力量拆政府

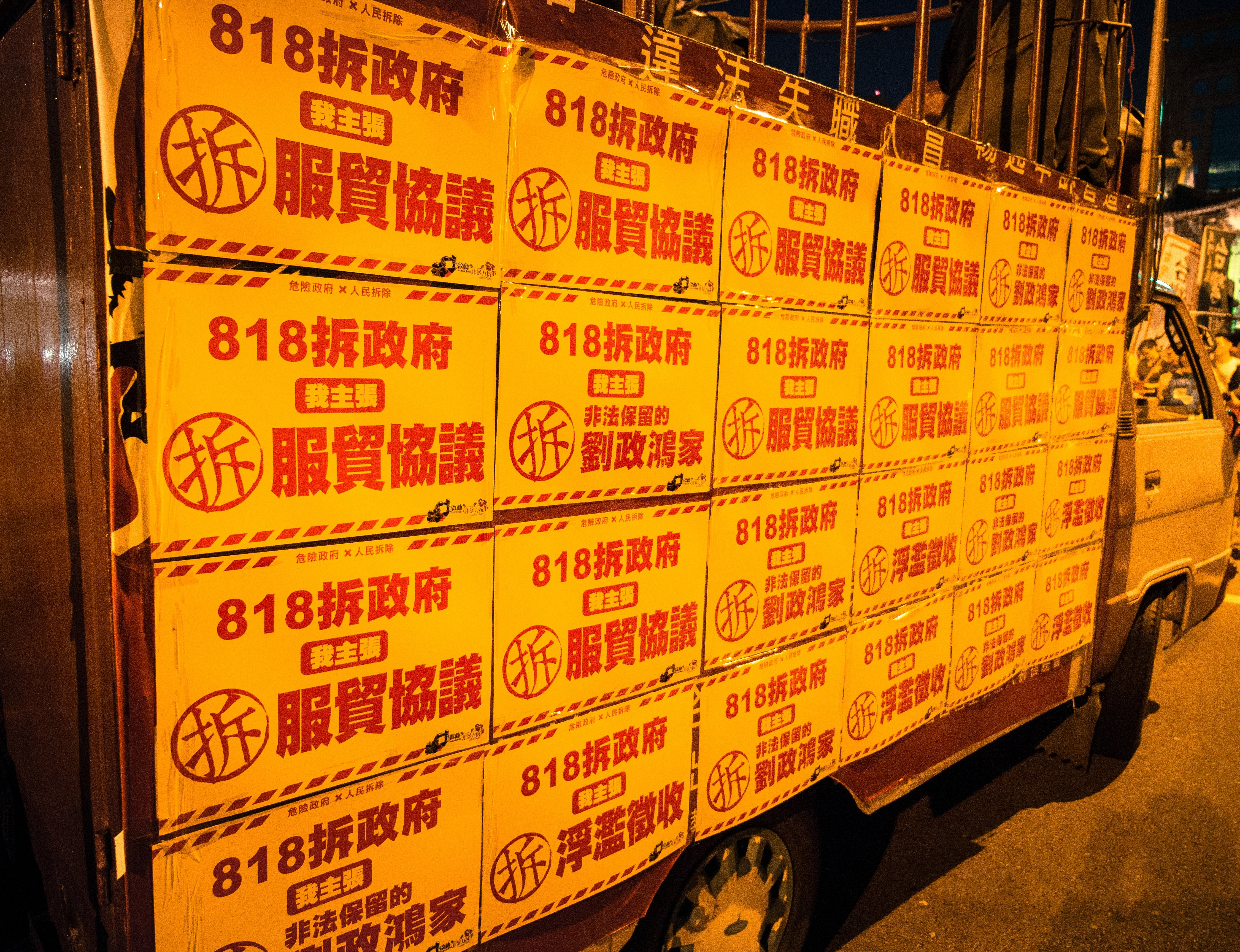
臺灣民主戰車宣揚拆政府以反對劉政鴻濫權與國民黨政府黑箱作業

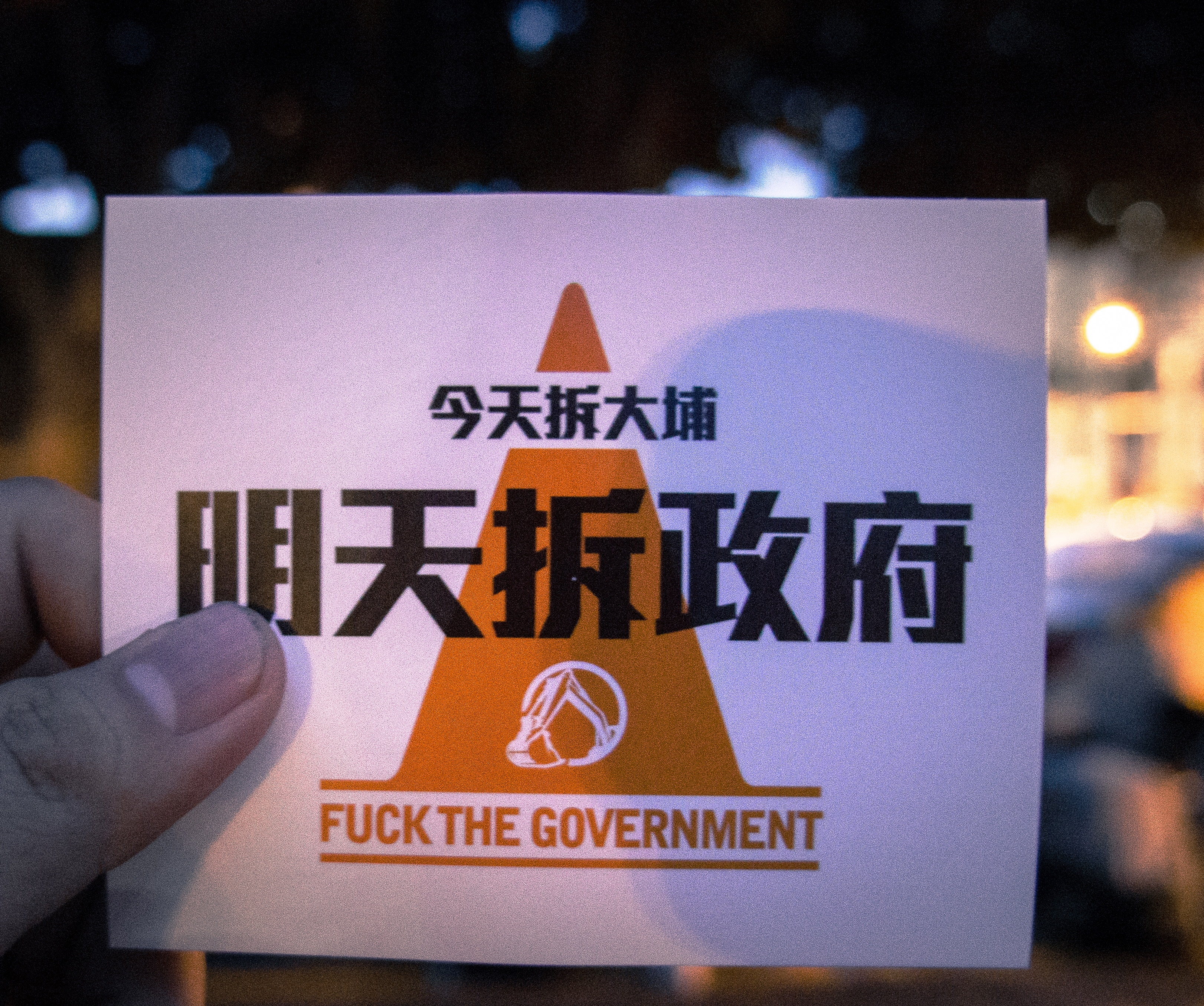
大埔事件精神標語

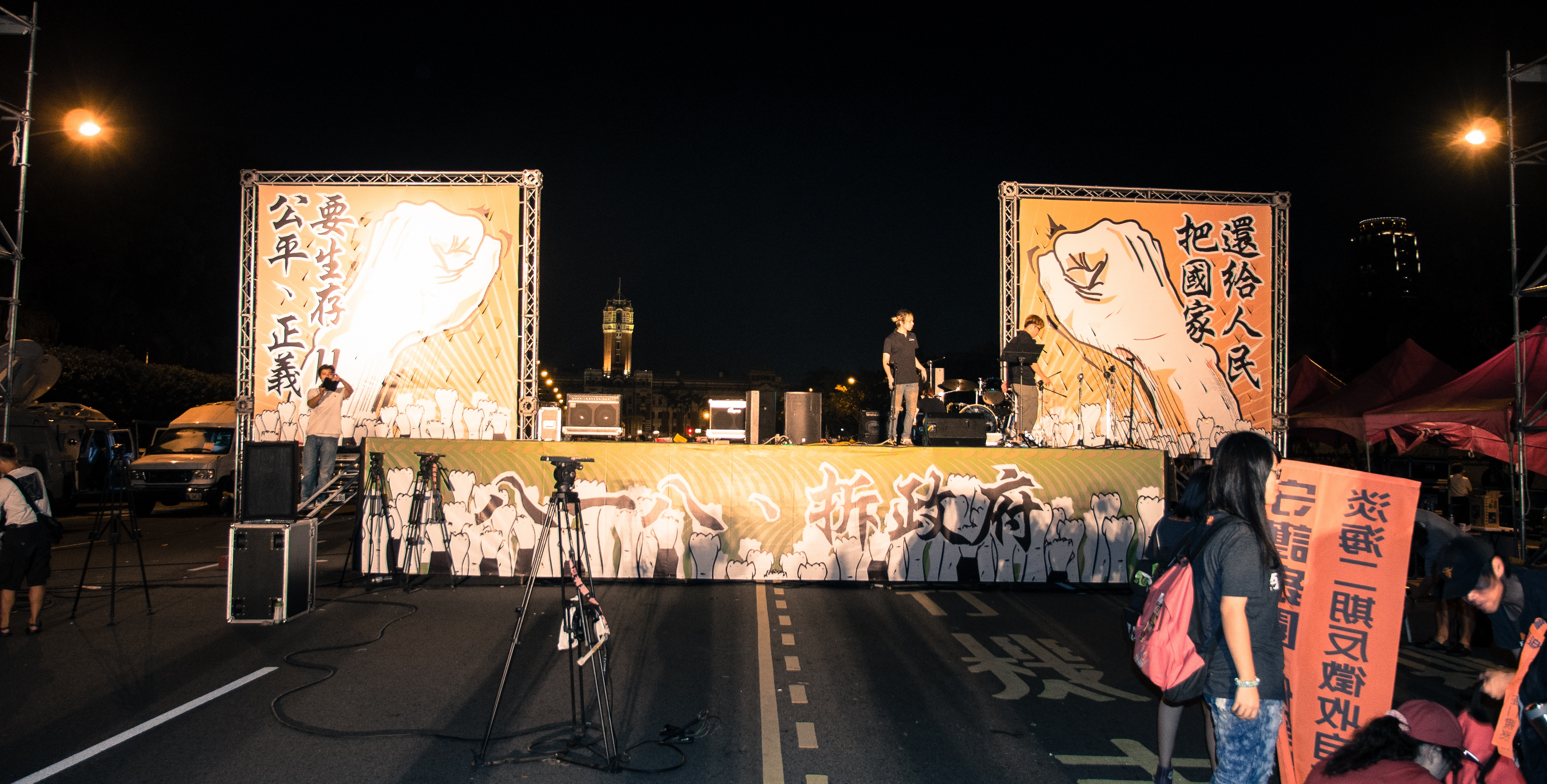
818拆政府 抗議活動講臺

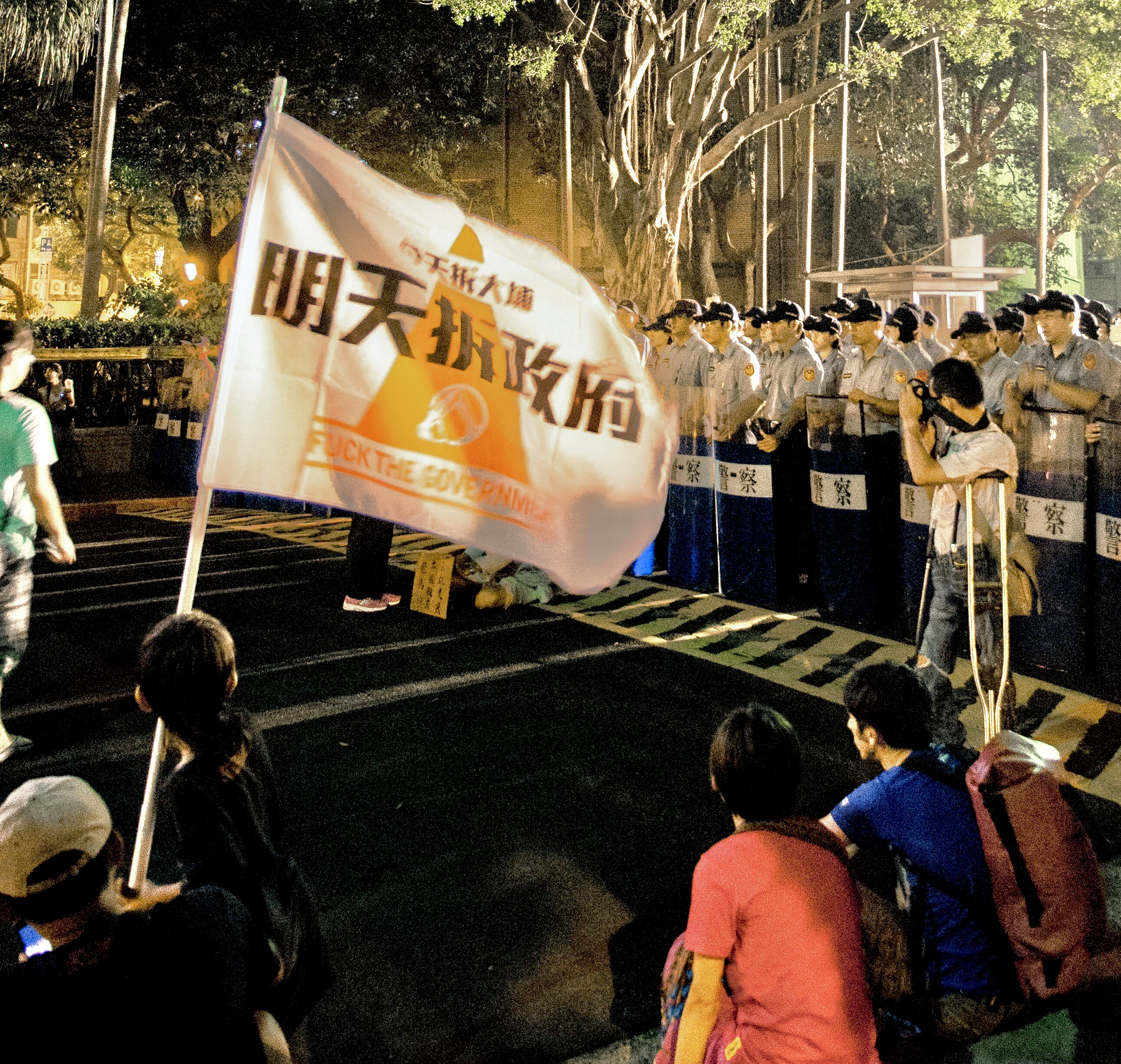
818拆政府

2013年8月18日，由台灣農村陣線發起的「大埔強拆民宅事件滿月重返凱道」行動，超過兩萬民眾走上總統府前凱達格蘭大道，提出「道歉賠償、地歸原主、徹查弊案、立即修法」等訴求。「八一八把國家還給人民」晚會結束後，約兩千人佔領內政部，和平靜坐，籲內政部及行政院承諾再修《土地徵收條例》，強制拆除政府帶頭炒地皮的惡法。「818佔領內政部事件」持續到19日晚間圓滿收場。發言人蔡培慧指出，政府的權力來自於人民，面對侵害人民基本生存權益的背信政府，人民有不服從、採取直接行動的權利。選擇佔領內政部，是因為內政部貴為土地政策的主管機關，不僅無法有效把關浮濫的土地開發行為，甚至以推動合宜住宅及新市鎮之名，大行炒地皮之實。「我們要拆的是盤根錯結的金權政治與各種服務政商利益的結構。」「浮濫的土地徵收，造成中央與地方政府不思解決財政問題，只靠賣人民祖產坐吃山空。從政府、財團到個人皆沉迷於土地投機，不思實業生產，台灣發展的未來何在？」她強調這次行動「不是停止，只是開端」，她表示，假如公務員連繞路上班都覺得麻煩，應該要能體會家被拆、田被毀的心情，體會自己蓋下的每一個章、承轉的每一份公文，背後決定的是一個家的存在，以及台灣土地的未來。她說這次的行動充分發揮「公民不服從」精神，已達成階段性成功，傳達「非暴力人民不服從運動」的核心價值，堅持和平與非暴力的精神，以不合作或不服從的種種方法挑戰執政者的合法性。

##### 修法目標
台灣農村陣線理事長、國立政治大學地政系教授徐世榮批評說，臺灣的《都市計畫法》和《土地徵收條例》在戒嚴後都未修訂，讓人民如同活在戒嚴時期。
蔡培慧指出，818的活動訴求《土地徵收條例》應修正要求明確納入公益性以及必要性的評估程序與機制。如同環境影響評估報告書一樣，有關開發內容及影響程度，都應實際調查。她表示，目前土地徵收制度未明訂應有的評估程序，很多時候淪為「宣傳」，地方政府對外說，能創造多少就業機會、會有多少廠商進駐，但如何估算？如何決策？無從得知。臺灣的《行政程序法》明訂事涉人民財產事項應該經過聽證，且聽證程序中，公務員不得陳述不實，對民眾保障程度較高。因此，土地徵收條例中應納入聽證程序，並刪除鼓勵政府強搶民地變賣牟利的區段徵收條文，否則人民將持續戰鬥到修法完成的那一天。
台灣農村陣線並呼籲，政府應儘速制定國土母法，以為人民後盾。因目前與土地、自然資源使用相關法律與主管機關散落在各部會，無論在行政或預算各方面都有競爭或矛盾衝突。各地層出不窮的「都市計畫」，幾乎已成農村與部落的未爆彈，居民反對開發的聲音，往往無法與官方的「進步建設、就業機會」大旗相抗衡。有了最上位的《國土計畫法》，相關現行與土地使用的法律皆為子法且不可牴觸母法精神。

## 相关事實
社會運動的訴求和媒體的報導，聚焦一群訴求維持農業永續經營的農民，為反對工業搶農地、建商財團炒地皮及堅持農地農用而走向總統府前的凱達格蘭大道。

而社運抗爭的訴願，事實上也反應了台灣的農業，面臨了優良農田快速流失，生產環境受汙染，台灣糧食自給率低，危及糧食安全，長期稻田休耕政策影響生產環境，老農津貼淪為選舉時之政治籌碼...等困境。

摘錄大埔自救會臉書的使命:

(1)土地補償比照南科、中科、竹科、苗栗縣竹南鎮科學路徵收辦法，以公告地價加七成辦理。

(2)馬上公佈抵地回算價（回算權利價值評定單位價）。

(3)土地、地上物、補償重估。

(4)拒絕接受墓地變更為住宅用地給農民住。

### 徵收差異
一般民眾對區段徵收和一般徵收的誤解，不了解在區段徵收的制度下，除領回以重建（新建）價格估算的地上物補償費、人口遷移費、租金補貼外，農民的土地被徵收後，可以換土地回來，而換回的土地是住宅區和商業區的建地，價值增加數倍。所以大埔當地98%的民眾接受區段徵收，農地被徵收後，申請抵價地拿回相當於原農地面積41%～45%的建地。如果有心繼續耕種的農民，有能力去買更多的農地耕種。而想轉換行業的地主，也有資金轉行。另外，領回的建地在在開發範圍內，農民可以享受後續都市計劃開發後，土地繼續增值的好處。

而像部分自救會抗拒徵收，也不願意申請抵價地的居民，只能領回現金。

參考下例說明：

土地面積 1,000坪，公告現值 4,000元/平方米(1.3223萬/坪)
| 區段徵收(領回抵價地)                                 | 區段徵收(領回現金)              | 一般徵收           |
| ---------------------------------------------------- | ------------------------------- | ------------------ |
| 領回建地面積(41%~46%)                                | 放棄領回抵價地領回1.4倍公告現值 | 領公告現值1.4倍    |
| 410坪~460坪 市值6150～6900萬 (102年建地市值 15萬/坪) | 1850萬 (1.85萬/坪)              | 1850萬 (1.85萬/坪) |

### 沒有解決方案的抗爭
當大埔大部分地主(98%)的土地(包含原灌溉系統的土地)都市化，抗爭戶散佈於內的農地如果要繼續耕種，個別農地也無法規劃和負擔灌溉系統。所以抗爭的訴求，「原屋原地保留」，「拒絕換地」，事實上與繼續農作無助，農地將變成廢地。所以才有行政院提出「劃地還農」，將農地換地集中的解決方案。（圖一）

### 民意冲突
當地居民面臨年輕人為了生活離鄉背井到外地工作打拚，衍生老家土地乏人耕作、隔代教養等諸多問題。因此當地居民希望家鄉建設發展，以提高就業機會，讓苗栗子弟留在家鄉工作，所以不管地方或者中央的選舉，政治人物把工業區的開發當成首要政見:

- 蔡英文女士(前民進黨主席，總統候選人) 2011年10月14日晚間出席新竹市競選總部成立晚會演講。

從新竹科學園區將來要擴大到苗栗竹南、銅鑼及桃園的南方，這麼大幅員的聚落，將會是亞洲最大的科技聚落。這就是我們的計畫，我們將以新竹科學園區為基礎，創造出亞洲最大的科技聚落。
- 馬英九總統的愛台十二項建設竹南基地第四期擴建，桃竹苗產業創新走廊：加速發展桃園航太科技園區、新竹科學園區龍潭基地、竹南基地第四期擴建、銅鑼國防科技園區；設置國際村，吸引境外高級專業人才。

大埔里民不解為何抗議者多為外地人，針對大埔最後4戶抗爭的爭議，苗栗縣議會議長游忠鈿在2013.07.18,率32位縣議員陪同竹南鎮大埔里民眾共120人北上，到立法院舉行「竹南科大埔都市計畫案執行情形」說明記者會，支持縣政府推動計劃案執行拆除，希望媒體記者、學者專家到現場看看事實狀況，希望新聞媒體給苗栗縣公平的報導。

### 抗爭縣市
2013年8月22日，內政部次長蕭家淇表示，截至民國101年底止，全國共辦理完成區段徵收地區計95區，總面積約7,673公頃（例如：新竹縣治遷建、宜蘭縣治遷建、高鐵5個車站特定區、臺北大學特定區、新板橋車站特定區、臺北市基隆河截彎取直區段徵收等），提供可建築用地面積約4,123公頃，取得道路、公園等公共設施用地約3,550公頃，是政府推動都市土地整體開發建設之適當手段。上述的3,550公頃都必須編列預算來進行一般徵收的話，徵收經費可能需要達到新台幣上兆元之多，政府將無力負擔。

根據內政部地政司全球資訊網資料，高雄市是已區段徵收面積最多的地區，而台南市已開發區域加上開發中的南科也在大量徵收農地，區段徵收的面積約為苗栗縣的十倍，但都沒有吸引反對區段徵收的學者和團體提出異議：

| 地區      | 區段徵收現況(截至101年12月底止) |
| --------- | --- |
| 苗栗 地區 | 除了大埔竹南園區(154公頃)外，已完成高速鐵路苗栗車站特定區(190公頃)， 後龍大庄地區區段徵收(5公頃)共195.5公頃(私有土地168.4公頃)。 |
| 高雄 地區 | 除凹子底農十六特區(總面積約66.46公頃，住宅區7.89公頃、商業區20.33公頃、特定專用區8.53公頃)， 加上其他共20處開發區，已完成段徵收區域總面積1473公頃(私有土地1246公頃)。 未來還計劃徵收農地，開發燕巢區燕巢大學城特定區(約74公頃土地)等共4個新區域，總計241公頃農地。 |
| 台南 地區 | 安南區和順寮農場新社區(190.5公頃)，加上其他共5處開發區，已完成段徵收區域總面積653公頃(私有土地585公頃)。 進行中的南科特定區優先發展區區段徵收開發案，總開發面積為3,282.90公頃(其中科學園區部分為1,038.65公頃)。                                                    |

### 懶人包
懶人包
描述的的情況雖然以抗爭戶的說法為主和事實有差距，但卻非常成功的激發起社會的關注和對政府的批評聲浪，對徵地法規的再檢討和完善及促使政府檢視工業用地的使用狀況有正面的影響。但同時也延伸出針對政府領導人的持續抗爭的政治議題。另一方面，大埔當地同意配合都市計劃的居民無法認同不符合事實的抗爭訴求，也憂心因抗爭造成都市計劃的延遲甚至停止造成的損失。
| 懶人包說法 | 事實 |
| --- | --- |
| 劉政鴻縣長為了讓建商獲得土地，以公共利益開發工業園區徵地，然後偷偷轉換成住商用地謀取私人利益,徵地有8成被用來蓋住宅區圖利建商，2成才是工業區。 | 苗栗縣2001年申請新訂都市計畫，2004年獲內政部同意，2004年11月公開展覽，苗栗縣縣長劉政鴻於2005年12月20日上任後繼續推動。馬總統的愛國十二大建設，蔡英文女士2011年的競選承諾。 1. 都市計劃案總面積約154公頃，區段徵收面積約136公頃。 2. 其中40%為公設(54.7公頃)，44%為住商區(60.5公頃)。 3. 住商區絕大部分由農民配地分回，工業園專區22.6公頃。 |
| 因群創光電陳情擴大事業專用區(2008/03)，苗栗縣政府在一個月內將徵收面積23公頃擴大為28公頃，整整五公頃的民宅、農地被大量劃入，共經內政部都委會三次會議通過，但過程多數地方居民並不知情，說明會公告只貼在公所小小一角，僅少數人參加。徵收過程草率，讓民眾措手不及。 | 1. 940多戶地主包含自救會的土地建築都在136公頃的徵收範圍內，都市計劃內地工業園區調整大小沒有影響徵收範圍。(圖一) 2. 歷經2003年區委會、2004年至2012年計10次縣都委會、12次內政部都委會、2次土地徵收委員會審議通過。 |
| 徵收條件: 配地或領補償金: 1. 原價一坪8萬元以上的地，被政府用4.3萬收購。 (另一說法：選領現金的，縣府僅以公告現值（等於市價40%）徵收；附近地區都是拿以公告現值加40%~60%)。 2. 申請配地(抵價地): 原本徵收條件是「原地原配」，告訴居民可以農地可以換回至少46%的建地， 實際上換回來的建地面積平均值僅約 20%左右，而且換來的地都是超爛畸零地，有些位於陡坡，有些更位於變電廠、墳墓上。 | 1. 法律規定區段徵收分回的配地為50%~40%。如果違法，自救會可以提出訴訟告縣政府和內政部，但並無此訴訟。 2. 錯過申請抵價地配地的地主，依照「公共現值+四成徵收」。 3. 建地都是規劃方正，而且有最小可建築面積的配地限制，何來畸零地。 4. 住商區60.5公頃幾乎配回給地主，難道原地主的土地是變電廠和墳墓？ |
| 缺乏公共利益，苗栗的竹南科學園區閒置率為42%，另一也在苗栗境內的銅鑼工業園區閒置率為84%(2010年資料)，不需要另開工業區。 | 根據2013年7月(科學園區土地使用情形表)行政院國科會統計資料庫，苗栗的竹南科學園區閒置率為1.15%，另一也在苗栗境內的銅鑼工業園區閒置率為15.4%（2013年資料）。2010年]11月，竹南科學園區閒置率為0.3%，銅鑼工業園區閒置率為0%。 |
| 中央強調原屋保留，劃地還農，縣政府當耳邊風。四戶位於住宅區內，豪不影響園區的營運，毫不影響交通安全，缺乏徵收的公益性和必要性，不該拆。意圖強拆是為了炒地皮。 | 1. 2010年9月2日在內政部營建署的會議記錄，和自救會達成結論，耕地專案讓售及分配位置，各地主已簽名同意後，發函到苗栗縣政府執行。(圖二) 2. 執行的原則為農地集中，考量不拆除保留建築物的可行性，如經充分考量無法保留，則依法給予補償。懶人包故意漏會議的結論 3. 建築物無法保留的原因主要是仁愛路拓寬的原因。依照建築法規和道路設計，仁愛路12米，公益路24米，張藥房會因為道路截角要求而被要求徵收。 4. 而所謂大車轉彎沒有問題，檢視支持者上傳的影片，大車已經先逆向行駛後才左轉。 |

## 其他看法
政治大學地政系教授戴秀雄認為，有說法主張一般人分不清徵收與區段徵收的差別，而區段徵收的補償其實遠較徵收有利等等。這種論點其實隱藏了一個訊息，那就是區段徵收這種發還抵價地的補償是很有利的，所以區段徵收是沒有問題。然而，土地徵收法制上最重要的一點，無論補償得多好，甚至超額補償，都是以可以合法徵收為前提，而這在一般徵收只要控管好個案的公益性與必要性，問題比較少。但是區段徵收制度設計其實是透過調升地價以壓縮私有地面積，釋出政府要用的土地，同時透過發還抵價地方式做到政府的無金錢補償徵收；所以，不屬公共建設部分所徵收的土地，都跟大埔案裡的擴大徵收區塊一樣，是為了財務理由被拿來墊背、犧牲的，所以這部分徵收既屬區段徵收財務槓桿必要的部分，卻又一定欠缺直接的公益性與必要性，這導致區段徵收是結構性地欠缺徵收必要性。區段徵收根本性地鬆動徵收法制上對公益性與必要性限制，而這因為是制度內建的結構性問題，再超然的徵收審議委員會也控管不了，也無法改善這個缺陷。因為，徵審會如果認真把關檢視區段徵收案，屬於財務墊背這部分的徵收在直接、具體公益性與必要性上面過不了關，所有區段徵收案都過不了關。只提區段徵收對被徵收土地所有權人多有利，最起碼是對徵收問題的斷章取義。至於區段徵收做為一種制度，它的問題絕非僅限於大埔個案，因為這是以財務理由辦徵收的制度本身結構性問題，是通案性問題。如果從這一點來講，當今就不該只談大埔個案，而是該針對區段徵收做完整的制度性檢討；所以，談土地徵收條例修法才是真正的正本清源之舉。

## 政府反应
不是因為擴大園區而徵地，大埔事件中，其中不同意戶的土地位置，全部位於都市計劃區徵收範圍(136公頃)，計劃區內工業園區的變動(原23公頃因為群創光電的投資擴產變為28公頃)，不會改變整個都市計劃徵收的範圍。(圖一)

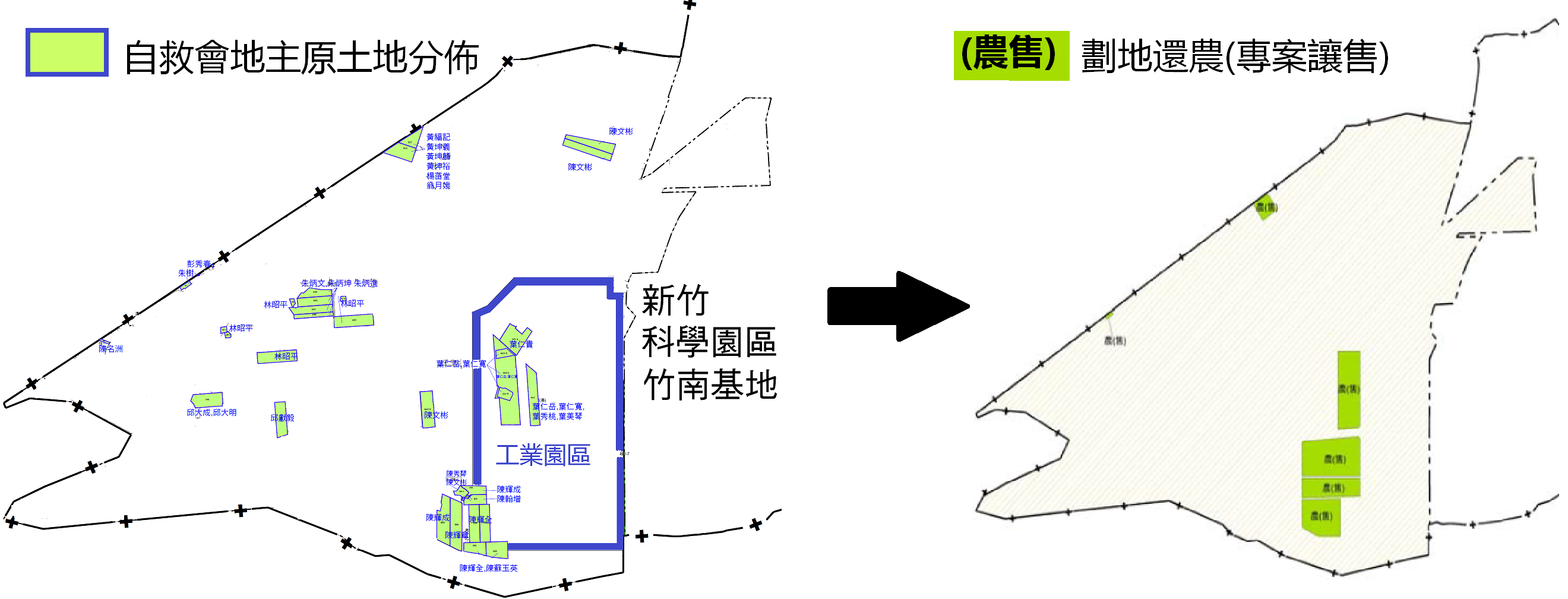
(圖一)專案辦理讓售土地所有權人土地分佈位置示意圖及劃地還農專案讓售示意圖

2010年不同意戶24戶的抗爭「農地區段徵收爭議」
- 計畫區內約有98%土地所有權人依土地徵收條例第40條規定，向苗栗縣政府申請發給抵價地。
- 也有部分地主為爭取更優渥之徵收條件(例如抵價地比率由46%提高至50%)，因而向民代請求協助，在聽信民代之言(不要繳交權狀；不要申請配地；有事我負責)下，未於期限內申請配地，因而喪失配地資格，等同他放棄土地補償以用抵價地方式申請領回，就變成他的土地與建築物是被政府徵收。[109]

- 不同意戶在公告期間未能完成申請分配抵價地手續，後來向內政部提出訴願亦遭駁回。

當時，申請抵價的截止日期曾一再延後，苗栗縣縣長劉政鴻，也在最後的截止日期前開記者會，呼籲地主不要錯過時間，逾期只能依公告現值發放補償費。但截止後，有38名地主向縣府訴願補請抵費地或補件、另有5人訴願要求原址配地，均遭縣府駁回，地主轉向內政部提出訴願，內政部當時做成其中18件決定，有9件遭駁回、9件可進行申領抵價地或補件。苗栗縣政府在2010-06-10發布新聞稿，指責康世儒委員於六月二日截至日期前，任意散播不當言論，要求地主不登記抵價地的申請，造成未登記地主的權利損失。

吳敦義之政策指示：
- 大埔自救會等土地所有權人未申領抵價地、希望仍繼續農耕，並向高等行政法院提起行政訴訟，共計23 人(原提訴訟33 人，不包括已核准抵價地4 人及僅有建築改良物而無土地者6 人)。前行政院長吳敦義於2010年8月17日會見苗栗大埔自救會農民，獲致建物原位置保留，農地集中規劃及協助施設農水路的結論，苗栗縣政府及內政部依照都市計畫法及土地徵收條例有關規定，對於仍想從事農耕之農民，已規劃適當農業區及農水路系統，讓其安心務農。(圖一)
- 根據2010年9月2日在內政部營建署的會議，和自救會達成結論，耕地專案讓售及分配位置，各地主已簽名(除張藥房的彭秀春和黃福記家)同意。(圖二)[77]

2010年9月2日自救會和內政部營建署達成共識：
- 自救會地主當場簽名(執行結果和會議記錄基本一致)
- 執行的原則為農地集中，考量不拆除保留建築物的可行性，如經充分考量無法保留，則依法給予補償。(圖二)

(圖二)2010年9月2日在內政部營建署的會議記錄，和自救會達成結論，耕地專案讓售及分配位置，各地主已簽名同意 (除張藥房的張家，黃福記家)

2013年內政部營建署說明大埔四戶「交通用地強制拆除爭議」，
- 大埔自救會24戶成員中的陳情意見，除了彭秀春女士等4人的意見外，其餘地主的訴求均獲得解決，政府已盡最大的力量，充分考量維護公共利益並兼顧民眾的權益。
- 在都市計畫變更期間，彭秀春女士陳情保留公義路與仁愛路口建物（張藥房）的意見，因位於道路截角，如果不採標準截角開闢，會有影響交通安全的疑慮，而且其他陳情人也質疑公平性的問題，所以未能採納。為彌補彭女士的損失，苗栗縣政府允諾將以成本價格讓售一塊最小建築面積的土地給彭女士重建房屋。
- 朱樹先生陳情保留位於計畫道路上的部分建築物，考慮仁愛路計畫寬度均為12公尺寬，以及該路段其餘建物多已配合拓寬將建物門面拆除重建完成，而未予採納。
- 黃福記先生陳情將他的農地保留於房屋後方，不要與其他農民的農地集中劃設的意見，因為與建物原地保留、農地集中規劃讓售的協議不符，而無法採納。
- 柯成福先生要求保留其所有建築物的意見，因僅擁有建物一半產權，另一屋主不同意保留且已領取補償費，所以無法原位置保留。但如果柯成福先生可以協調取得另一屋主之同意，苗栗縣政府將會專案簽報協處。[30]

## 相關反應

### 地政學界教師聲明
2010年4月20日，國立政治大學地政學系及國立臺北大學不動產及城鄉環境學系共29名教師連署發表建言「土地徵收公共利益誰衡量」，並刊登於聯合報，希望政府處理土地徵收時能更重視正當性：
| | 我國土地徵收制度有嚴重缺失，屢屢引發民怨及社會抗爭，亟需政府及社會各界關注，趕快改正，以臻人民權益之保障及社會祥和。內政部正在研商土地徵收條例之修正，並於今日上午舉行公聽會，我等於大學任教，有感於此問題之嚴重性，因此，願為文以為建議。 國家因公共事業或其他公益目的之必要，雖得依法徵收人民之財產；但徵收行為，不僅使人民受憲法保障之財產權蒙受強制侵犯，甚至影響人民之生存權與工作權。是以，基於憲法第廿三條之意旨，土地徵收絕非用地取得之優先手段，而是最後不得已之手段。 另一方面，土地徵收最重要之要件是，所擬興辦之公共事業或徵收目的須存在足以剝奪私人財產權之公共利益；且須是經過「選擇的、重大的、特別的公共利益」。於是，土地徵收所需具備之公共利益，須經過一個具體的公益與私益衡量之方式來肯定之。司法院大法官釋字第四○九號解釋已明確指陳。 然而問題是，自早年之土地法，乃至目前之土地徵收條例，對於判斷土地徵收所要求公共利益之機制規範，實可謂付之闕如。具體言之，土地徵收自需用土地人提出徵收計畫書，開始徵收程序起，以迄內政部作成徵收處分為止之過程中，土地徵收條例完全未設有關於得由土地所有權人及利害關係人等表達意見之機制規定。於此情況下，導致台灣的土地徵收向來浮濫，致使許多土地、房屋所有人及其他居民之憲法上基本權利遭受輕率地剝奪，進而引生抗爭、衝突之情事亦屢見不鮮，這已成為嚴重社會問題。 因此，土地徵收條例修正之首要，應是儘速針對上述問題謀求改進，俾於增進公共利益之同時，兼顧人民權益之確保。然而遺憾地，就本次土地徵收條例修正草案內容以觀，純僅從行政便宜之觀點，完全未考量（漠視）人民權益之問題。 建議內政部應於土地徵收條例中增訂足以衡量土地徵收所應具備公共利益之機制。例如：內政部受理土地徵收申請案件後，應將徵收申請案公開展覽一定期間；於公開展覽期間，有相關權利人請求舉行聽證會或貴部認為有必要時，即應舉行聽證會，徵求一般人士之意見，以供內政部審議徵收申請案參考。 |
| ——政治大學地政學系教師： 徐世榮（系主任）、顏愛靜、張金鶚、楊松齡、林秋瑾、邊泰明、賴宗裕、林左裕、陳立夫、陳奉瑤、詹進發、邱式鴻、白仁德、林子欽、蔡育新、張鈺光、孫振義、林士淵、江穎慧（共十九位） 台北大學不動產與城鄉環境學系教師： 江渾欽（系主任）、李承嘉、賴世剛、陳明燦、馮君君、詹士樑、洪鴻智、王世燁、曾明遜、黃金聰、彭建文、廖本全、衛萬明、陳國華、游舜德、蔡玉娟、彭序文、劉維真（共十八位） | |

### 相思寮與田寮洋徵收案暫緩
受到大埔農地徵收爭議的影響，彰化縣二林相思寮的農民也因農地徵收爭議北上陳情。營建署則放棄徵收臺北縣貢寮鄉田寮洋的農地。

### 土地徵收條例修正
土地徵收條例於2000年2月2日公布施行，但原本條文對於徵收要件、徵收程序及徵收補償部分的規定仍嫌不足。2011年12月13日，《土地徵收條例》修正案於立法院三讀通過，並於隔年的2012年1月4日修正公布，修正內容主要係規定需用土地人興辦事業徵收土地時，應評估興辦事業之公益性及必要性，以落實憲法保障人民財產權之意旨，並增訂以市價補償其地價、土地徵收程序落實憲法上比例原則與公益原則、限制特定農業區農牧用地納入徵收範圍等規定。

### 內政部五項徵收改革政策
2013年9月23日，內政部長李鴻源表示願意提出一套土地徵收政策。李鴻源認為，有些地方政府的科學園區、工業區已經飽和，但還拚命地開發科學園區、工業區，這種作法，確實會讓人民覺得政府在「圈地」。若要減少不必要的「圈地」，李鴻源拋出五顆球（方向）：
1. 「土地承載率」的總體檢：內政部計畫明年清查各縣市科學園區、工業區的開發的利用率，只要有閒置，內政部就會刷掉縣市政府新申請的科學園區或工業區開發案[95]。
2. 災害潛勢圖：政府已經在清查哪些是易淹水區、土石流區、地層下陷區。將來這張災害潛圖做好，會提供給地方政府。政府手上有了這張圖，哪些用地可以開發，或不能開發，清清楚楚，政府不當徵收的情形就會降低[95]。
3. 公共設施保留地解編：政府推動重大建設，去徵收人民土地，過去政府官員都用「做功德」的角度，規勸人民要「犧牲小我，完成大我」。這個觀念雖然沒有錯，但現在是該調整的時候[95]。政府必須從人民的財務規畫立場，去思考土地徵收。要讓被徵收的人生活無虞、有足夠的錢在其他地方買房、安身立命。要做到這點，政府手上就要有「籌碼」，換言之，政府手上要有錢，又有地，可以跟人民溝通、談判；公共設施保留地解編就是非常重要的工具[95]。
4. 防災型都更
5. 土地徵收審議過程的檢討

李鴻源並呼籲，立法院要趕快通過「國土計畫法」。政府有了法源，可以大幅改善土地徵收引起反彈的弊端。

## 2013年強拆事件
2013年7月18日「張藥房」屋主彭秀春及社運團體的支持者至總統府前陳情，劉政鴻趁機下令強制拆除10位地主之9處地上物。社會各界對此爭議有相當多種看法與見解。

### 爭議

#### 支持
1. 當地居民認為該拆，都市計畫委員會於2012年5月召開的755次會議中，大埔居民（洪雲欽等52人）提案反對保留彭秀春、朱樹家的特殊截角。竹南鎮民代表會主席林樹文大埔里長鄭文進及多名地主出示52位大埔里民連署書指出，張藥房所在位置是「死亡轉角」，「如果不拆，以後要撞死誰？」基於交通安全考量，該拆就拆。苗栗縣長劉政鴻強調，為了當地交通安全，拆屋沒有妥協空間。大型車從仁愛路要轉到30公尺寬的公義路，會有困難及死角，會有安全顧慮。
2. 竹南科學園區大埔都市計畫區段徵收案已獲百分之九十八的鄉親支持，且抗議者多為外地人，而抗爭造成期待開發完成的拆遷戶，對於無法進駐蓋屋而感到無奈。[123][124]。
3. 公視有話好說節目報導劉政鴻縣長於2013年6月27日苗栗縣議會開會時，對於議員質詢地方政府負債近四百億，和改善赤字的進度，劉縣長表示「竹南大埔這一塊…住宅區跟商業區，大概有二十幾億可以進來..。」。[125]
4. 事實根據審計部的2010年中央政府總決算審核報告，竹南科學園區規劃開發供廠商租用土地出租情形，閒置率為1.45%，非農陣聲稱的42%，[126]，而銅鑼工業園區2010年的閒置率為84%的原因是因為剛剛開發完成，在2013年，土地的閒置率是18.37%。[105]

#### 反对
1. 台灣農村陣線及大埔自救會表示拆遷欠缺公益性，苗栗的竹南科學園區閒置率為42%，另一也在苗栗境內的銅鑼工業園區閒置率為84%（2010年資料）[126]，並引述監察院調查說，政府開發過多都市用地，耗費行政資源與公共經費，造成國土資源浪費，暗指中央政府自李登輝政府執政後期、陳水扁政府執政至馬英九政府，通過過多開發農地案，造成臺灣糧食自給率過低。而且特定區開發的真正目的是做都市計畫，而不是科學園區，然而擴大的科學園區用地怎可以建住宅？讓人質疑大埔案就是假公益之名、行炒作土地之實[127]。
2. 淡江大學運輸管理系張勝雄教授表示斜交路口不見得代表不安全，苗栗縣此舉是「假交通安全之名，行無理拆遷之實」[128]，張勝雄教授並認為，把張藥房拆除讓交通可以安全實際上根本沒用，解釋如下：縣府派2輛大貨車測試轉彎，就要斷定張藥房斜交路口路口不安全、結論直接跳到拆屋，是在踐踏真正的交通安全專業知識；完全沒有考慮交通問題的解決工具與方案、公告禁行大貨車、設置槽化島、設置標線、多相號誌……等等，張藥房其實是不需要拆遷。更何況大埔仁愛路兩側全部都規劃為住宅區，根本沒有工廠大車進出的需求，這次事件是『假交通安全之名，行無理拆遷之實』」。[129][130]
3. 導演楊雅喆表示，大家不該對大埔拆遷戶冷漠 [131]。
4. 大埔居民，提案反對保留，網絡傳聞肇因可能為長期地方恩怨及牆面廣告利益。[132]

政治大學地政系教授、台灣農村陣線理事長徐世榮認為，為了公共建設，有些徵收確實無法避免，但反對浮濫、不符合徵收要件的土地徵收，因為這會侵害人民的基本人權。政府一方面要注重經濟發展，一方面基本人權要照顧到，兩者應該均衡發展，不能以犧牲基本人權為代價。特別是，多數利益與公共利益是兩個不同概念，公共利益必須透過正當行政程序，讓民眾一起參與，表達意見，有選擇的權利。經過溝通對話，最後得到的共識，才叫公共利益，公共利益不是用數人頭來決定的，基本人權亦然。大埔一個里長說，我們來公投決定這四戶要不要拆。已經到了二十一世紀，我們居然用多數可以決定他人的財產該如何處理，這是一個很恐怖的觀念。因此，徐世榮希望在制定公共政策時，應該融入更多不同的價值選擇，讓不同種族、階級、學歷、性別等多元主張，皆能進入決策過程，大家都有相同的權利。這是所謂的土地正義，而不是把與主政者不同，或與我不同觀念的人排除在外。關於土地徵收真正問題的核心，徐世榮認為，土地徵收及其創造出來的土地利益是執政者的命脈，說好聽叫土地開發，實際是土地炒作。透過土地開發，可以獲得利益，彌補財政上的需要，另外，在政治上也很有幫助，可以藉此來固樁腳。這背後的政治、經濟、財政利益都非常龐大，所以執政者一直在抵擋現狀改變。另一方面，在制度上，土地使用計畫改變了，才有後續的土地徵收，而土地使用計畫的改變，一是都市計畫，屬於都市土地；一是區域計畫，是非都市土地。然而，一直以來，各界總以為都市計畫通過了，就是公共利益的擔保，土地徵收時就不用審查，因而進行的是形式審查。於是內政部雖有土地徵收審議小組，事實上並沒有實質審查，並認為土地徵收的公益性、必要性在都市計畫通過時，即已確立了。徐世榮並認為，一來地方都市計畫是少數人在做決定，而且都是縣長的人馬，在球員兼裁判的情況下，從來沒看過說明會、公聽會後，決定是不必徵收的。案子送到中央時，表面上都委會中的學者專家人數是多一位，但實際上還是政府官員占多數。政府如果要讓一個案子通過，在人數方面，絕對是沒問題的。因此，都市計畫在台灣，事實上是利益交換的場域，透過土地的開發與炒作，對執政者而言，他付出的成本極少，只要在圖上畫畫，只要把農業區改成都市計畫區，創造的利益非常大，他的派系、樁腳可以雨露均霑、照顧得到，都市計畫是合法炒作賺錢的管道。

### 法律爭點

#### 審查程序欠缺
大埔事件後，身兼土徵審議小組委員的地政學者投書媒體表示，土地徵收應具公益性及必要性，而徵收個案是否具備公益性及必要性，此應是內政部「土地徵收審議小組」應審查之事項。但《土地徵收條例》第3-2條卻僅明定於申請徵收前由需用土地人自行評估，徵收程序中卻未設被徵收土地所有權人或利害關係人之參與機制。因此土地徵收審議小組委員審議案件時，無法得知被徵收土地所有權人等之看法，也不知實地情況，僅能憑需用土地人單方意見，即憑空判斷徵收具有公益性及必要性而核准。既然都市更新事業計劃之審議過程，因欠缺聽證程序，業經司法院大法官釋字第709號解釋宣告違憲，則影響範圍與層面較都市更新更大之土地徵收，尤其區段徵收，《土地徵收條例》對於徵收審議過程，更應該要求應舉行聽證或公聽會才是。

#### 停止執行
拒絕苗栗縣政府拆遷的大埔四戶居民，依法向臺中高等行政法院聲請停止執行拆遷，臺中高等行政法院法官審理後認為，依照行政訴訟法第116條規定，聲請停止原處分之執行，必須具有「將發生難於回復之損害」及「急迫情形」兩項要件才符合，而聲請人所受的損害為徵收範圍內的「地上物」，屬於以「財產」為標的的執行，在一般社會通念上，縱使發生居住、財產權益及精神上的損害，仍然並非不能以金錢或其他方式賠償回復，因此不符合「將發生難於回復之損害」要件，於是在7月11日駁回聲請。然而新近裁判已改變見解，認為「所謂『難於回復之損害』，係指其損害不能回復原狀，或在一般社會通念上，如為執行可認達到回復困難之程度，以及不能以相當金錢賠償而回復損害而言。但也不應只以『能否用金錢賠償損失』當成唯一之判準，如果損失之填補可以金錢為之，而其金額過鉅，或者計算有困難時，為了避免將來國家負擔過重的金錢支出或延伸出耗費社會資源的不必要爭訟，仍應考慮此等後果是否有必要列為『難於回復損害』之範圍 。」因此，行政法院於審查聲請停止執行案件時，不應只以「能否用金錢賠償損失」當成唯一之判準，故臺中高等行政法院就大埔四戶聲請停止執行拆遷所為裁定之見解，在認事用法上相當具有爭議性，法律學者李建良亦撰文加以批評。

## 后续事件

### 張森文自殺
在其他自救會的成員接受『劃地還農』淡出抗爭後，非農民的張藥房面臨更困難的處境。

張森文先生（1953年－2013年9月18日）是衛生局公務員退休，退休金每月2萬多，加上藥房收入撐起全家人的生計。

張先生和妻子彭秀春女士在1995年買下張藥房現址仁愛路和公義路口的23坪3樓透天，已經歷過2次徵收，在1997年第二次的徵收時，原本15米寬的公義路拓寬成24米大道，張藥房土地剩6坪，張藥房利用這次的徵收賠償金100多萬修房原址藥房繼續營業，並在附近貸款買了一層公寓 。服志願役的兒子也在附近以多年薪資買下一棟透天。

在這次都市計劃，仁愛路拓寬成12米，沿線其他39戶居民配合拓寬，房屋建築退縮90公分。對於位於路口的張藥房而言，依照建築法規，公義路及仁愛路道路寬度分別為24公尺及12公尺，路口截角須退讓五公尺，張藥房6坪土地面臨被徵收的命運。

| 年份及徵收事件   | 土地大小                 | 影響 |
| ---------------- | ------------------------ | --- |
| 第一次公義路拓寬 | 23坪變11坪               | 土地縮小一半 |
| 1997年公義路拓寬 | 11坪 變 6坪              | 照苗栗縣畸零地使用判斷，土地變成畸零地， 將來房屋老舊後無法獨立申請建照改建，需和鄰地合併建築。                                                                               |
| 2010年仁愛路拓寬 | 因路口截角，土地全被徵收 | 失去土地和賴以為生的藥房， 補償選項: 1.縣政府提供依照成本價讓售一塊30坪土地(成本價每坪約6～7萬,2013年市價每坪15萬)。 2.領補償金1百多萬。（自行拆除增加50%補償，補償金為150萬) |

2010年初次抗爭後，當時的行政院吳敦義院長介入協調，提出劃定還農和原屋保留的原則，對於位於路口的張藥房，提出特殊截角的做法，盡量維持建築物在原地。2010/9/2 自救會和苗栗縣政府和內政部營建署的會議上的決議:
- 考量不拆除保留建築物的可行性，如經充分考量無法保留，則依法給予補償。
- 以開發成本價專案讓售建築用地(後續苗栗縣政府提出提出30坪，每坪7萬)。

後續張藥房多次訴願陳情希望維持特殊截角，而當地居民提出異議(都市計畫委員會於2012年5月召開的755次會議中，大埔居民（洪雲欽等52人）提案反對保留彭秀春、朱樹家的特殊截角)。在歷經多次苗栗縣都市計畫委員會和內政部都市計畫委員會的開會討論和內政部營建署現場會勘後，基於交通安全和當地眾多民眾公平性和當地長期的發展，定案維持原都市計劃的正常截角，
而張藥房上訴反對徵收的訴訟也敗訴。

2013年7月18日，苗栗縣政府趁抗爭戶和支持的社運團體北上抗議時，動員警力，執行拆除。在7月抗爭期間，張森文先生因為精神壓力在台北新光醫院精神病房住了2星期。出院回到大埔後，9月18日，張森文先生上午失蹤，下午被人發現死於家附近排水溝，檢方疑為自殺，經檢警調查，高檢署法醫研究所解剖複驗後的檢驗報告23日出爐，從各方跡證認定張生前落水、死亡方式為自殺，以自殺結案。晚間，苗栗縣長劉政鴻前往張家探視，被聲援民眾、學生阻擋辱罵，遭陳為廷丟鞋砸中頭部。當天，劉政鴻原以為是張家家屬所為，對外表示不提告，隔天獲知陳為廷在臉書上自承是丟鞋者，經警方蒐證也確認是陳為廷所為，劉政鴻於是提起告訴

。最終高等法院台中分院二審判決陳為廷丟鞋「有罪但免刑」，鞋子發還，全案確定。
張家基於守護家園的信念，不願妥協。但是各方的論述集中在徵收抗爭的議題上，並沒有實際考量區段徵收對張藥房財產規劃的得失和風險管控，至於是危機或轉機，各方看法不同，就以下分析：
| 優點                                                         | 面對解決的問題 |
| ------------------------------------------------------------ | --- |
| 土地和藥房保留，藥房收入和退休金收入繼續支付公寓房貸和生活費 | 1.當地配合工業區的都市計劃發展已是趨勢，加上之前藍綠2位總統候選人開發工業區的政治承諾，，原位於路口的6坪土地，被規劃成計劃道路被徵收只是遲早問題。所以張藥房此次的抗爭，也等於是放棄以成本價購買完整可獨立建築的土地的機會。 |
| 土地和藥房保留，藥房收入和退休金收入繼續支付公寓房貸和生活費 | 2.將來地區發展，交通流量增加，馬路再次拓寬，或者任何在路口轉彎的車禍事主以道路規劃不合法規要求國賠，張藥房可能再次面臨路口照法規要求截角被徵收拆除的命運。                                                                   |
| 土地和藥房保留，藥房收入和退休金收入繼續支付公寓房貸和生活費 | 3.面對將來畸零地無法獨立改建的困擾。 |
| 土地和藥房保留，藥房收入和退休金收入繼續支付公寓房貸和生活費 | 4.仁愛路沿線住戶配合道路拓寬，路口的張藥房就算不截角，但如果不配合道路退縮，突出道路一截，也有交通安全考量，如果配合退縮，那麼原來6坪土地還剩多少呢。                                                                        |

| 優點 | 面對解決的問題                                                                   |
| --- | -------------------------------------------------------------------------------- |
| *可獲得100萬的拆遷補償，再貸款100萬左右，就可以成本價(每坪7萬)買可獨立建築的30坪讓售土地(2013年，每坪15萬) *(如果自行拆屋，拆遷補償變150萬，只需貸款60萬左右即可) | 1.需解決失去藥房收入，單靠退休金收入繼續支付公寓房貸和生活費。                   |
| *可獲得100萬的拆遷補償，再貸款100萬左右，就可以成本價(每坪7萬)買可獨立建築的30坪讓售土地(2013年，每坪15萬) *(如果自行拆屋，拆遷補償變150萬，只需貸款60萬左右即可) | 2.需解決購買讓售土地的貸款和蓋新房的資金。                                       |
| *100萬的拆遷補償+將30坪讓售土地賣掉-讓售土地的成本=共得約350萬 *(如果自行拆屋，拆遷補償變150萬，連賣土地得400萬)                                                  | 1.靠退休金收入+以收到的資金繼續支付公寓房貸和生活費，重新找店面開藥局。          |
| *100萬的拆遷補償+貸款100萬左右買下讓售的30坪土地，獨立或和鄰居合併土地找建商開發建案 *(如果自行拆屋，拆遷補償變150萬，只需貸款60萬左右即可)                       | 1.需協調可合作配合的鄰地地主，找合適的建商開發。                                 |
| *100萬的拆遷補償+貸款100萬左右買下讓售的30坪土地，獨立或和鄰居合併土地找建商開發建案 *(如果自行拆屋，拆遷補償變150萬，只需貸款60萬左右即可)                       | 2.以開發案的利潤償付讓售土地差額，並繼續支付公寓房貸和生活費，重新找店面開藥局。 |

### 業務主管死亡
壹周刊爆料，原任苗栗縣政府地政處（掌管土地重劃和徵收業務）副處長的賴紹本，因阻擋縣長劉政鴻及其二哥劉政宗要求違法變更農地為建地，遭降調為竹南地政事務所主任後沒多久，主管該鎮所轄大埔土地的他於2011年5月底被發現陳屍竹南鎮龍鳳漁港消波塊間，全案雖疑點重重，家屬質疑死因不單純並與大埔案有關，可能因在土地重劃案擋人財路而遭殺害。縣府則發表聲明賴紹本死亡案件皆由苗栗地檢署調查認定，呼籲媒體勿扭曲真相。金曲獎歌手謝和弦則發表歌曲影片《被逼死的那五人》直指劉政鴻就是把吳國光、柯石城、阿嬤朱馮敏、賴紹本、張森文等逼死的殺人主謀。

## 法律界聲明
苗栗大埔強拆事件後，2013年7月23日，台灣農村陣線等公民團體向出席揭牌儀式的總統馬英九喊口號抗議，其中政治大學地政系徐世榮教授及聲援的盧姓同學遭警方逮捕，當天以妨礙公務、公共危險罪移送，檢察官訊後將兩人請回。2013年7月24日，數所大學的刑事法教授發表公開聲明指出，國安局指揮員警逮捕民眾違反特種勤務條例規定，而警察逮捕和平抗議民眾則濫用刑事訴訟法的強制處分，對於濫行逮捕抗議民眾的國安單位及警察人員，檢方在知道涉嫌剝奪行動自由罪、強制罪及傷害罪等罪嫌後應主動調查，落實刑法保障國民不受國家濫權侵犯的功能。
|  | 針對近日政府處理人民抗議行動的方式，我們聲明如下： 一、民眾之和平抗議行動並不構成刑法一百八十五條公共危險罪、一百三十五條妨害公務罪，或是一百四十條污辱官署罪。在此情況下警察以現行犯為由逮捕抗議民眾，違反刑事訴訟法的規定，侵害憲法所保障的言論自由，使台灣有如回到戒嚴時代。 二、特種勤務條例雖然賦予國安局維護總統、副總統等人之安全，為危害防止之必要，劃出安全維護區及設置安全設施，得對區內及欲進入區內之人員、物品、場所、交通、通訊及其他設備為必要之查驗、管制的權限，但依該法之規定，特勤人員在執法時，應公平合理考量人民表現自由、人身自由、居住自由，不得逾越維護維安對象人身安全必要限度。今國安局為執行總統維安任務，卻概括地指揮員警逮捕所有管制區內的抗議民眾，其命令已顯然違反特種勤務條例之規定。 三、 警察逮捕和平抗議的民眾，明顯濫用刑事訴訟法的強制處分，並非刑法上之依法令行為。違法的逮捕行動因此構成刑法上之妨害自由與強制罪名，倘若造成人民身體傷害，尚有構成普通傷害罪的餘地。上述罪名，警察尚會因為公務員身份被加重刑度二分之一。由於上級要求警察一律逮捕公告管制區內的抗議民眾，不必考量其有無具體的妨害公務或公共危險行為，命令明顯違法，下級警察因而不能主張自己的行為「依上級公務員命令之行為」不罰。呼籲第一線的執法者體認其人民保母的身份，立即停止侵害人民言論自由的行為，不讓自己成為政府濫權的代罪羔羊。 四、對於濫行逮捕抗議民眾的國安單位及警察人員，檢調機關應該在知悉其剝奪行動自由罪、強制罪及傷害罪等嫌疑之後，立刻開始偵查起訴，真正落實刑事司法保障國民不受國家濫權侵犯的功能。 從陳雲林事件、大埔等拆地事件、洪仲丘虐死案、一直到今天的政大教授被捕案，在在顯示公務員犯罪的嚴重性不僅在於貪污，更在於濫權執法，而後者對於台灣民主與人權的傷害更大。倘若行政權無法自我節制，司法應扮演應有的角色，勇於追訴違法濫權的公務員，以將台灣帶回應有的憲法秩序。 連署人 王皇玉（台灣大學法律學院副教授） 古承宗（成功大學法律系副教授） 何賴傑（政治大學法律系系主任） 吳俊毅（高雄大學法律系副教授） 李佳玟（成功大學法律系副教授） 李茂生（台灣大學法律學院教授） 李聖傑（政治大學法學院副教授） 林鈺雄（台灣大學法律學院教授） 徐偉群（中原大學法律系副教授） 高金桂（東海大學法學院教授） 許恒達（政治大學法學院副教授） 許澤天（成功大學法律系副教授） 曾淑瑜（台北大學法律系教授） 黃榮堅（台灣大學法律學院教授） 蔡聖偉（台北大學法律系副教授） 蔡蕙芳（中興大學法律系教授） 鄭逸哲（台北大學法律系教授） 盧映潔（中正大學法學院教授） 薛智仁（成功大學法律系助理教授） 謝如媛（政治大學法學院副教授） 謝煜偉（清華大學科法所助理教授） |

另外600餘名律師對於此次抗議群眾疑遭違法逮捕事件，2013年7月26日亦發表連署聲明《一群律師對近日抗議群眾疑遭違法逮捕事件之聲明》，譴責警方粗暴、執法過當，認為警方侵害言論自由，台灣有如回到戒嚴時代，呼籲社會大眾應挺身而出，正視言論自由倒退的問題。
|  | 《律師法》第一條開宗明義指出，律師以保障人權、實現社會正義及促進民主法治為使命；因此，對於近日發生抗議群眾疑遭警方違背法定要件及程序而逮捕之事件，我們無法坐視，爰發表聲明如下： 一、人民有免於恐懼而表達意見之自由，不容國家任意侵犯。 人民之人身自由及言論自由受憲法所保障，國家非基於正當目的且在合乎比例原則之範圍內，不得加以限制。此等憲法上之誡命，非僅所有法律人均應銘記在心，現代社會所有公民亦應對此具有基礎認知。人民之基本權應免於受到國家機器一切非法、蠻橫的對待；保護人民享有免於恐懼發表言論之自由，尤為現代民主法治國家不可或缺之要件。 二、非法逮捕抗議民眾，將造成惡害無窮之寒蟬效應。 據媒體報導，近日警方疑似對於顯未構成刑事犯罪之抗議者，強加罪名予以逮捕，並造成抗議者之身體傷害，已明顯違背《刑事訴訟法》明訂之法定程序，並逾越執法之必要界限，除對人民之基本權造成嚴重斲傷外，亦恐將對人民之表意自由產生寒蟬效應，對國家社會之負面影響不可計數。 三、粗暴而過當之執法，實為以法為名之暴力。 我們譴責此等粗暴之執法行為，並呼籲身為執法者之警方第一線人員，應以保障人民權益、維護法治精神為念，在人民抗議行為並未造成立即而明顯之危險時，不應悖於法定程序施予強制手段。非法之強制措施不僅不能帶來和平，更將摧毀法律及執法者之威信，蓋不能以理服人的法秩序，僅僅是披上法律外衣的暴力耳！我們也要求對基層員警發號施令之高層人士，勇於對自己下達之命令具名負責，不應聽憑第一線之基層員警與人民發生非必要之衝突，甚至使基層員警因涉嫌違法逮捕，而身陷觸犯刑事罪名之風險中。 四、堅決捍衛言論自由及多元意見，是所有公民的責任。 多元意見是創新思維的根源，是社會永續發展的必備要件；而言論自由是多元意見的搖籃，更是屬於全體臺灣人民得來不易的珍貴資產。歷史的經驗告訴我們，自由並非從天而降，而是爭取得來。人們雖可能囿於許多現實顧慮，無法充分參與公共事務表達意見；但當法治、人權、多元意見，這些臺灣社會引以為傲的核心價值，受到國家機器粗暴的踐踏時，我們不應選擇視而不見。我們呼籲社會大眾一齊挺身而出，正視言論自由倒退之問題，替臺灣社會的多元性留下一絲血脈，為後代子孫留下說話的自由，讓明天的臺灣能記得今日人民所發出的不平之鳴。支持多元意見表達，堅決捍衛言論自由，反對國家過當執法，是每一位臺灣人民肩負的光榮使命，也是我們對下一代所許下的承諾。 |

## 文化影響

### 小說
- 《沒有神的國度》 （页面存档备份，存于）：改編自臺灣近年幾件指標性的社會大事，包含有后豐大橋墜橋案、大埔事件、三一八學運、監聽國會事件、誰摔死了李新，為台灣少見的社運推理小說，其中主要謎題影射張藥房事件，角色背景也根據現實事件改編。

### 音樂
- 五月天為中視電視劇「蘭陵王」打造的片頭曲《入陣曲》新版MV[164]，大量融合時事，包括大埔事件、洪仲丘事件、核四議題、臺東美麗灣渡假村、白衫軍包圍總統府、民宅遭強拆等畫面[165]，尾聲更放上大埔拆遷戶張森文照片[166]。
- 拷秋勤於2013年8月18日在凱道演唱台北蓋都蘭、官逼民反等歌抗議苗栗縣長劉政鴻強拆大埔屆滿一個月。[167]
- 謝和弦18日以《被逼死的那五人》為題，花了一夜的時間創作錄製，並將歌曲上傳至YouTube，在歌詞中聲援張家，寫道：「今天被奪走的，又是一條無辜的人命，今年的中秋節，已經沒有仲丘，月圓人不圓的張家，哪有心情烤肉？」並套用馬王鬥中的經典造句，大罵苗栗縣長劉政鴻就是殺人主謀。他罵完苗栗縣長接著又對馬王鬥開砲，大罵政府冷漠無情，對民間現狀視而不見。事實上，除了這次疑似自殺的張藥房老闆外，自2009年起就有包括腦溢血死亡的吳國光、飲農藥自殺的朱馮敏阿嬤等4人因「大埔事件」賠上了性命。[168]
- 滅火器樂團《無力者哀歌》寫出受害者無力的心情，片尾的髒話更是帶出無奈
- 陳彥竹以《屋》為題寫歌，根據作者自述，她是因為在環島過程中，發現大埔事件在社會上討論熱烈，真正經過大埔時，看到被拆成瓦礫堆的屋，心有所感而寫下此首歌。寫詞寫道：「捱的家，分人拆忒，捱的屋，分人毀忒...」。[169]

### 繪畫
- 2012年9月，聲援者的的幫助下大埔張藥局的外牆上完成了一幅大型壁畫「既是家，就讓它圓滿」，象徵大埔居民守護家園的決心。
- 2013年9月18日，張森文落水死亡，因所有照片在強拆屋時毀損，新竹光復高中美術老師劉宗榮以油畫畫作代替遺照。
- 2014年7月16日，張藥局拆遷週年，藝術家劉宗榮在張藥房原址展開牆面彩繪創作「四大惡人」畫作，畫上造成大埔事件的馬英九、吳敦義、江宜樺、劉政鴻人像，不少青年主動加入。

## 相關裁判資料
大埔事件大致可分為幾項訴訟途徑：
- 二項「徵收處分撤銷訴訟」，一項自救會敗訴，一項由最高行政法院判定發回臺中高等行政法院重審後4戶勝訴，其餘人駁回，惟請求土地回復原狀部分遭駁回，經最高行政法院於104年4月29日以104年判字第209號判決將此部分廢棄，發回臺中高等行政法院更審(更二審)。105年4月22日，臺中高等行政法院更審(更二審)判決，駁回。
- 一項「撤銷都市計畫行政處分訴訟」，自救會敗訴。
- 一項因2013年拆遷事件所生之「徵收處分停止執行訴訟」，自救會敗訴。

| 裁判日期      | 裁判字號                              | 原告 上訴人  | 被告 被上訴人     | 裁判主文 |
| ------------- | ------------------------------------- | ------------ | ----------------- | --- |
| 2011年6月30日 | 臺中高等行政法院99年度訴字第315號判決 | 32名被徵收人 | 內政部 苗栗縣政府 | 原告之訴駁回。 訴訟費用由原告負擔。 |
| 2012年11月8日 | 最高行政法院101年度判字第953號判決    | 32名被徵收人 | 內政部            | 原判決廢棄，發回臺中高等行政法院。 |
| 2014年1月3日  | 臺中高等行政法院101年度訴更一字第47號 | 32名被徵收人 | 內政部            | 訴願決定及原處分關於徵收原告彭秀春、朱樹、柯成福、黃福記所有如附表1所示之土地及原告朱樹、黃福記、黃坤裕、黃坤義、黃坤麟、翁月娥、楊苗堂所有如附表3所示之土地改良物部分均撤銷。 確認原處分關於徵收原告彭秀春、柯成福、黃福記、黃坤裕、黃坤義、黃坤麟、翁月娥、楊苗堂所有如附表4所示之土地改良物部分違法。 原告其餘之訴駁回。 本審及發回前上訴審之訴訟費用，除確定部分外由被告負擔二分之一，餘由原告陳文彬、陳輝成、陳蘇玉英、陳輝全、陳輝章、陳翰增、陳秀琴、葉仁岳、葉仁寬，葉仁貴、葉美琴、葉秀桃、林昭平、邱獻毅、邱大明、邱大成、朱炳坤、朱炳進、朱炳文、朱樹負擔。 |
| 2015年4月29日 | 最高行政法院104年度判字第209號        | 32名被徵收人 | 內政部            | 原判決關於駁回上訴人彭秀春、朱樹、柯成福、黃福記請求將如 原判決附表1所示之土地回復原狀並返還之訴及該訴訟費用部分均廢棄，發回臺中高等行政法院。 其餘上訴駁回。 駁回部分上訴審訴訟費用由上訴人負擔。 |
| 2016年4月22日 | 臺中高等行政法院104年度訴更二字第11號 | 32名被徵收人 | 內政部            | 一、關於原告請求被告回復原狀部分：被告並無為回復原狀有關行政行為之權限，原告請求被告應負回復原狀責任為無理由。二、關於原告請求參加人回復原狀部分：原告請求參加人應與被告負回復原狀責任，亦無理由。 |

| 裁判日期      | 裁判字號                               | 原告 上訴人  | 被告 被上訴人 | 參加人     | 裁判主文                                |
| ------------- | -------------------------------------- | ------------ | ------------- | ---------- | --------------------------------------- |
| 2012年1月19日 | 臺中高等行政法院100年度訴字第228號判決 | 32名被徵收人 | 內政部        | 苗栗縣政府 | 原告之訴駁回。 訴訟費用由原告負擔。     |
| 2012年6月28日 | 最高行政法院101年度判字第564號判決     | 32名被徵收人 | 內政部        | 苗栗縣政府 | 上訴駁回。 上訴審訴訟費用由上訴人負擔。 |

| 裁判日期       | 裁判字號                              | 原告 上訴人 | 被告 被上訴人 | 參加人     | 裁判主文                                |
| -------------- | ------------------------------------- | ----------- | ------------- | ---------- | --------------------------------------- |
| 2010年11月25日 | 臺北高等行政法院99年度訴字第986號判決 | 32人        | 內政部        | 苗栗縣政府 | 原告之訴駁回。 訴訟費用由原告負擔。     |
| 2011年11月24日 | 最高行政法院100年度判字第2015號判決   | 32人        | 內政部        | 苗栗縣政府 | 上訴駁回。 上訴審訴訟費用由上訴人負擔。 |

| 裁判日期       | 裁判字號                               | 原告 上訴人 抗告人 | 被告 被上訴人 相對人 | 參加人     | 裁判主文                                |
| -------------- | -------------------------------------- | ------------------ | -------------------- | ---------- | --------------------------------------- |
| 2012年12月20日 | 臺北高等行政法院101年度訴字第391號判決 | 4戶                | 內政部               | 苗栗縣政府 | 原告之訴駁回。 訴訟費用由原告負擔。     |
| 2013年7月25日  | 最高行政法院102年度判字第469號判決     | 4戶                | 內政部               | 苗栗縣政府 | 上訴駁回。 上訴審訴訟費用由上訴人負擔。 |

| 裁判日期      | 裁判字號                              | 原告 上訴人 抗告人 | 被告 被上訴人 相對人 | 參加人 | 裁判主文                              |
| ------------- | ------------------------------------- | ------------------ | -------------------- | ------ | ------------------------------------- |
| 2013年7月12日 | 臺中高等行政法院102年度停字第11號裁定 | 4戶                | 內政部               |        | 抗告駁回。 抗告訴訟費用由抗告人負擔。 |